# Scheveningen
Scheveningen (uitspraakⓘ) is een stadsdeel van Den Haag. Het was voorheen een zelfstandige vissersplaats, die later is opgegaan in een badplaats en wijk in Den Haag.

## Indeling
Het stadsdeel Scheveningen bestaat uit de volgende wijken.
(De CBS-wijkcode van elke wijk bestaat uit de code voor Den Haag (0518) en het wijknummer, bijvoorbeeld 01 voor Oostduinen.)
- Wijk 01 Oostduinen (CBS-wijkcode:051801)
- Wijk 02 Belgisch Park (CBS-wijkcode:051802)
- Wijk 03 Westbroekpark en Duttendel (CBS-wijkcode:051803)
- Wijk 06 Van Stolkpark en Scheveningse Bosjes (CBS-wijkcode:051806)
- Wijk 07 Scheveningen (CBS-wijkcode:051807), bestaand uit de volgende buurten:
  - Vissershaven (Havenkwartier)
  - Scheveningen-Dorp, of Oud Scheveningen
  - Scheveningen-Badplaats
  - Visserijbuurt
  - Rijslag
  - Norfolk
- Wijk 08 Duindorp (CBS-wijkcode:051808)
- Wijk 09 Geuzen- en Statenkwartier (CBS-wijkcode:051809)
- Wijk 10 Zorgvliet (CBS-wijkcode:051810)
- Wijk 11 Duinoord (CBS-wijkcode:051811)

De oorspronkelijke kern van Scheveningen bevindt zich in Scheveningen-Dorp, maar van de vroegere bebouwing van vóór de grote kaalslag en de daaropvolgende nieuwbouw van het stadsdeel is niet veel meer terug te vinden. Het meest karakteristieke deel van het oude dorp vindt men bij de Oude Kerk. Oorspronkelijke Scheveningers voelen zich Schevenings, niet Haags.

## Geschiedenis

### Naam

Scheveningse vlag, gebaseerd op het dorpswapen

De geschiedschrijving verschaft geen uitsluitsel over de ouderdom van Scheveningen. Naamkundig onderzoek zou hebben aangetoond, net als bij andere Nederlandse plaatsen die eindigen op het suffix (achtervoegsel) '-ingen', dat de oorsprong ervan in de 10e of 11e eeuw ligt. De bewuste naam komt voor het eerst voor in een grafelijk register dat deels is opgesteld omstreeks 1284. Er is sprake van een gebied dat wordt omschreven als een 'terra de Sceveninghe' (land van Scheveningen). Er is weleens beweerd dat een geslacht met de naam Scheven - dat bij Haarlem een kasteel bezat en zich in de 14e eeuw in de omgeving van Leiderdorp vestigde - iets te maken zou hebben met het dorp of met de naam Scheveningen, maar hiervoor ontbreekt elke aanwijzing.
Soms genoemde, maar nooit onderbouwde, buitenlandse invloeden zijn evenmin aantoonbaar. Uit de historie valt op te maken dat de oorsprong van Scheveningen een puur Hollandse aangelegenheid moet zijn geweest. Binnen de reeds genoemde 'terra de Sceveninghe' heeft naar alle waarschijnlijkheid een oudere woonkern gelegen; te denken valt aan een agrarisch gemeenschapje, een buurtschap, enkele kilometers meer landinwaarts van de kust gelegen.
De kennis over die tijd is vrij beperkt; wel heeft de sociaal geograaf J.K. de Cock in een artikel, getiteld Scheveningen-Binnen en Scheveningen aan Zee, hierover iets geschreven dat als onderbouwing kan gelden. Ook in het naslagwerk De bodem van 's-Gravenhage van E.F.J. de Mulder komt De Cock met een bijdrage op dit oudere 'Sceveninghe' terug. Naar zijn opvatting is het oude buurtschapje - te denken valt in de 12e of 13e eeuw - door langdurige zandverstuivingen onder het zand verdwenen.

### Kustlocatie

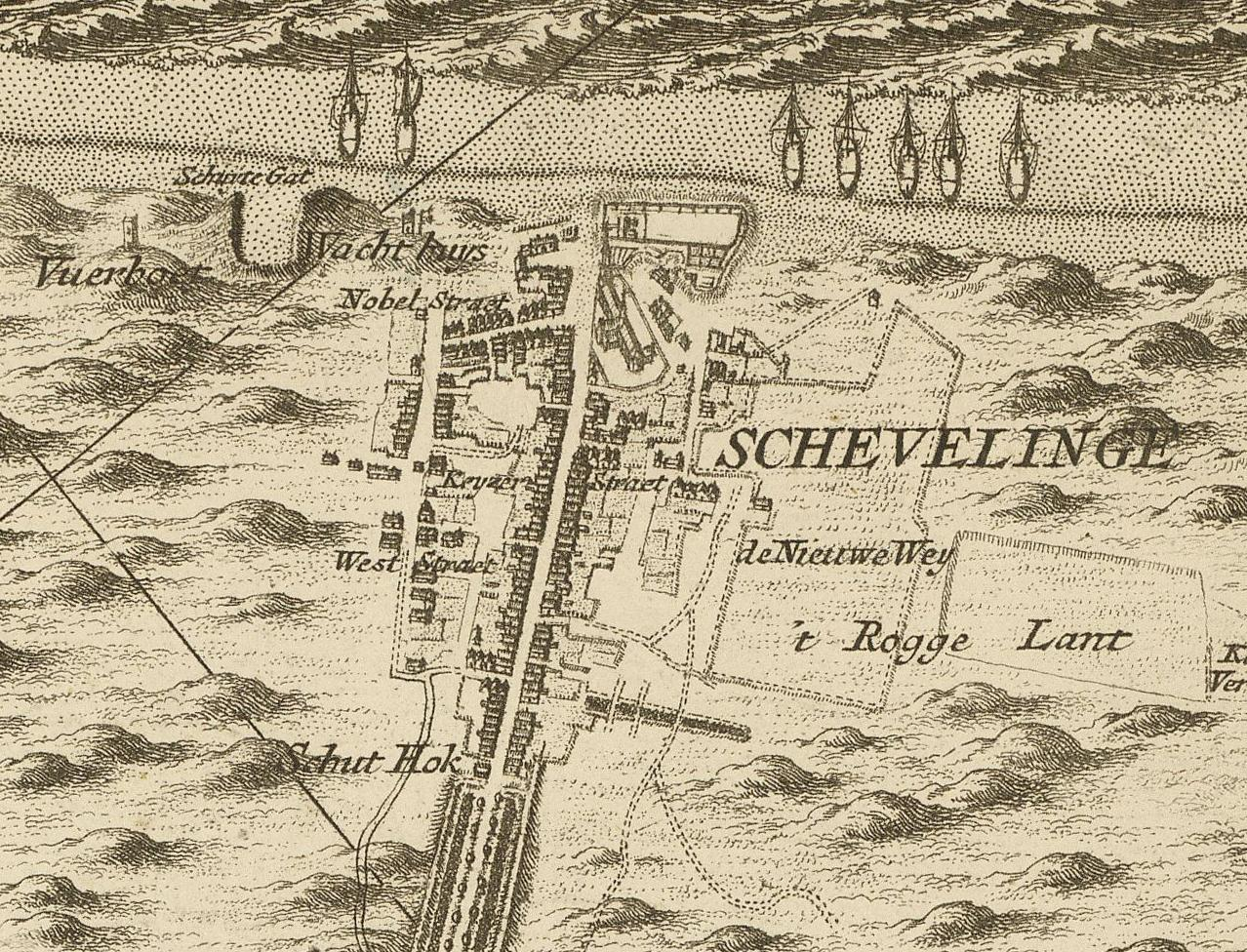
Scheveningen op een kaart uit 1712

Naast de oudere buurtschap is er het kustdorp dat nu Scheveningen heet. Het is gebouwd op jonge duinen die zich rond de 12e eeuw langs de Noordzeekust hebben ontwikkeld. Dat huidige Scheveningen wordt voor het eerst genoemd in een akte van 1357, waarin dorpsbewoners met een officieel document verzoeken om een grafelijke gunst.
De residentie van de graven van Holland, die zich in de loop van de 13e eeuw bij de buurtschap Die Haghe heeft ontwikkeld, is vermoedelijk de aanzet geweest tot het ontstaan van het huidige Scheveningen. Mogelijk heeft een toenemende vraag naar zeevis van de nieuwe, rijke nederzetting tot gevolg gehad dat er zich vissers hebben gevestigd aan de dichtstbijzijnde kuststrook.
Een grafelijke beslissing in de late middeleeuwen heeft ertoe geleid dat Scheveningen niet zelfstandig is geworden, maar zich slechts met één zetel mocht vertegenwoordigen in de Haagse schepenbank.

### Ontwikkeling

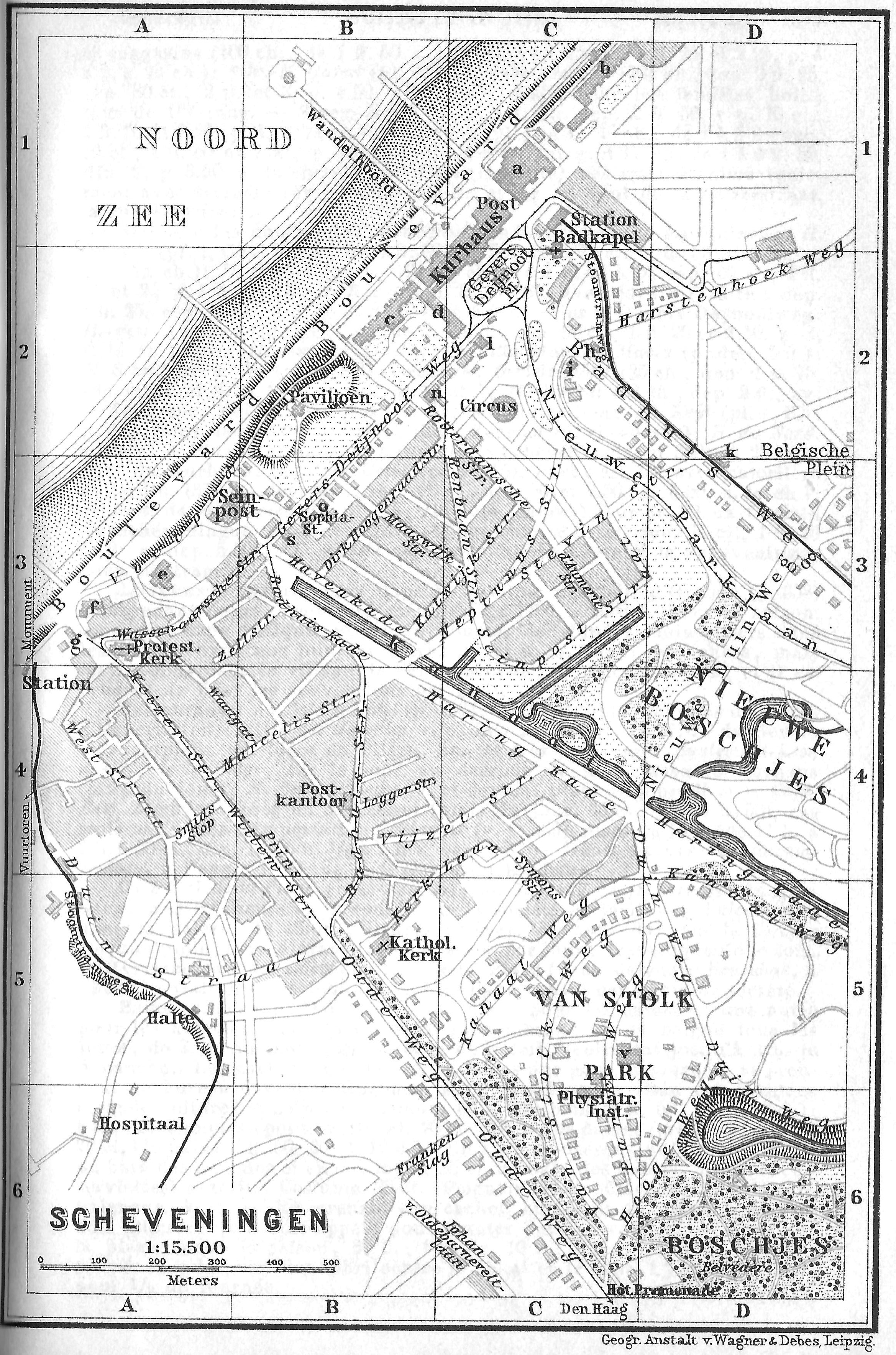
Scheveningen op een kaart uit 1905

Het dorp is in de geschiedenis vele malen door stormvloeden geteisterd, waarbij meestal ook een gedeelte van de bebouwing wegspoelde. In 1570 verdween tijdens de Allerheiligenvloed de helft van het dorp in de golven, waardoor de kerk aan de rand kwam te staan - wat nu nog steeds het geval is.
Volgens een telling in 1680 woonden er in Scheveningen 917 mensen in 200 huizen. Daarvan hielden er zich ongeveer 250 bezig met de visvangst. Andere beroepen waren afslager, lijndraaier, scheepstimmerman en vishakker. Niet-visserijgebonden beroepen waren onder andere rietdekker, schoenmaker, kleermaker, timmerman en bakker.
Scheveningen was tot halverwege de zeventiende eeuw slechts met Den Haag verbonden door een duinpad, het Westerpad, dat uitkwam bij het Haagse Noordeinde. In 1665 kwam de naar een ontwerp van Constantijn Huygens aangelegde Scheveningseweg gereed, een lange, rechte straatweg, waardoor de verbinding aanzienlijk verbeterde. Langs deze weg liet Jacob Cats een buitenverblijf aanleggen met de naam Zorgvliet. Andere welgestelden lieten, vooral toen Scheveningen na 1800 als badplaats opkwam, buiten het oude dorp - en met name ten noordoosten en ten oosten ervan - landhuizen en villa's bouwen. Andere bouwsels uit vroeger tijden zijn het niet meer bestaande Kalhuis, een wachthuisje voor lieden die aanlandende pinken een ligplaats op het strand moesten aanwijzen, en het opmerkelijke buitenverblijf Nieuw Soetenburgh, aan de kop van de Keizerstraat.

### Sloppen
Aan het begin van de achttiende eeuw bestond het dorp Scheveningen uit slechts enkele straten. In de loop van de negentiende eeuw ontstonden de sloppen en hofjes, die zich vrij konden ontwikkelen achter de huizen die waren gelegen aan de rooilijnen van de straten. Omdat voor deze bouw in zogeheten achterbuurten (toen nog geen ongunstige kwalificatie!) geen stedelijke bouwvoorschriften golden, werd er goedkoop en slecht gebouwd. Mede door het gebrek aan frisse lucht in de vochtige huisjes, die stonden in buurten waar riolering ontbrak, was de kans op het uitbreken van besmettelijke ziekten groot. Regelmatig waren er epidemieën, waarvan die uit 1832, met honderden slachtoffers, er slechts één was. De Bloedpoort was om meerdere redenen een van de meest spraakmakende hofjes, zij dit vooral in negatieve zin. Alles wat aan hofjes slecht was, kon in de Bloedpoort worden aangetroffen.
Vanaf 1900 werd er stedelijk, op grond van onrustbarende rapporten en verslagen, ernstig over de problematiek van de slechte behuizing nagedacht en werd er weldra begonnen met het saneren van de sloppenbouw. Pas rond 1935 was de sanering voltooid. Duindorp was een van de nieuwbouwwijken die vanaf het begin van de 20e eeuw werden aangelegd.

### Kanaal en binnenhaven
In 1862 was het kanaal dat Scheveningen verbond met Den Haag en de Hollandse binnenwateren, klaar. Hierdoor kon Scheveningen de visvangst vervoeren naar de streek. In Scheveningen is het kanaal nu gedempt, maar de binnenhaven is nog herkenbaar aan de straatnamen: Badhuiskade, Havenkade en Haringkade. In 1882 is er een tweede kanaal aangelegd, het afvoerkanaal ('Verversingskanaal'), dat later uitmondde in de zeehaven (1903).

### Visserij

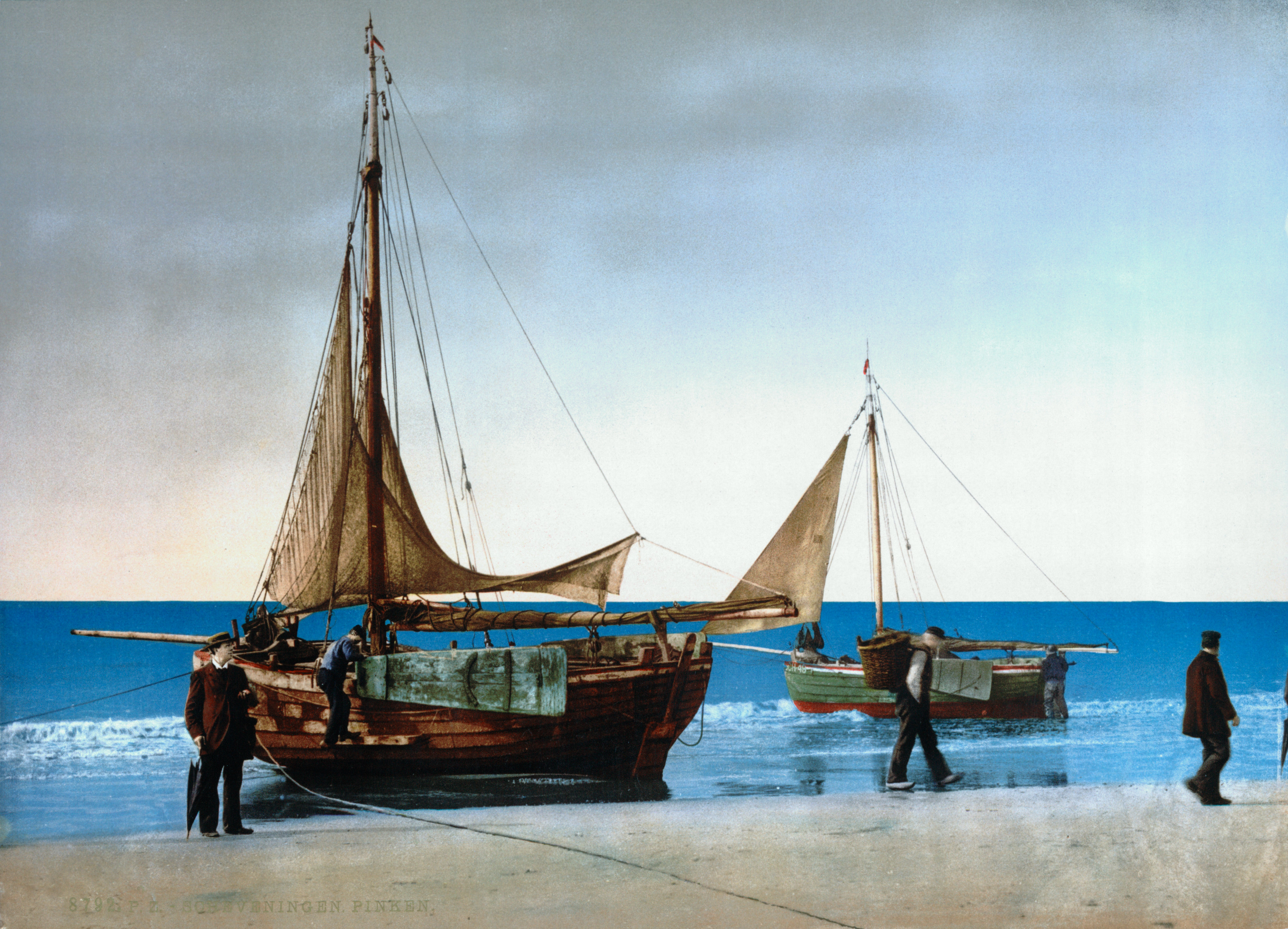
Bomschuiten (kleine vissersschepen) in 1900

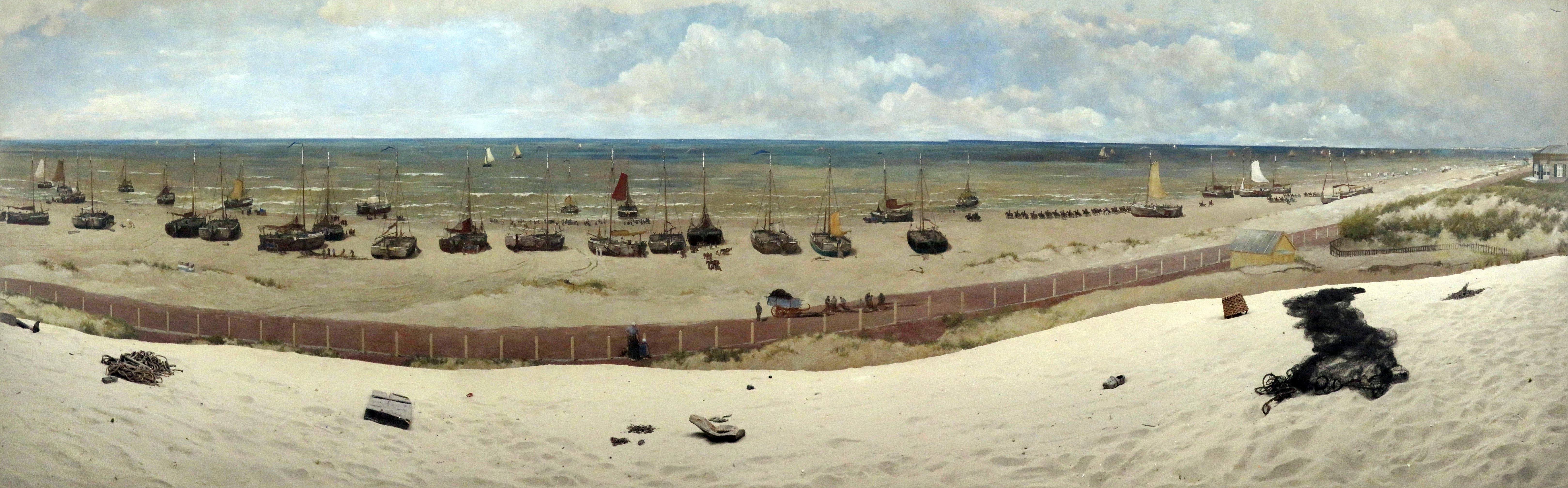
Panorama Mesdag, 1881

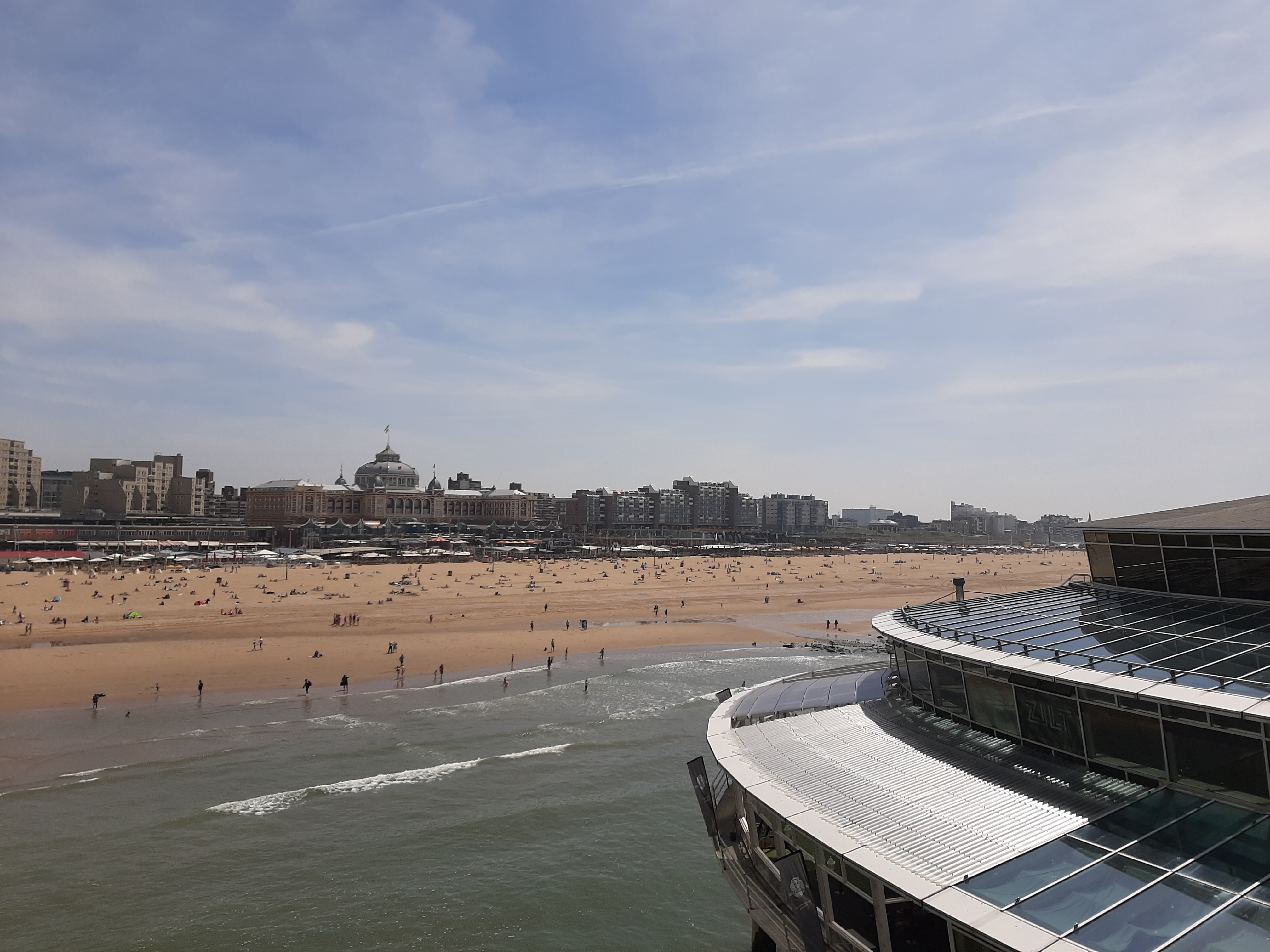
Het strand gezien van de pier

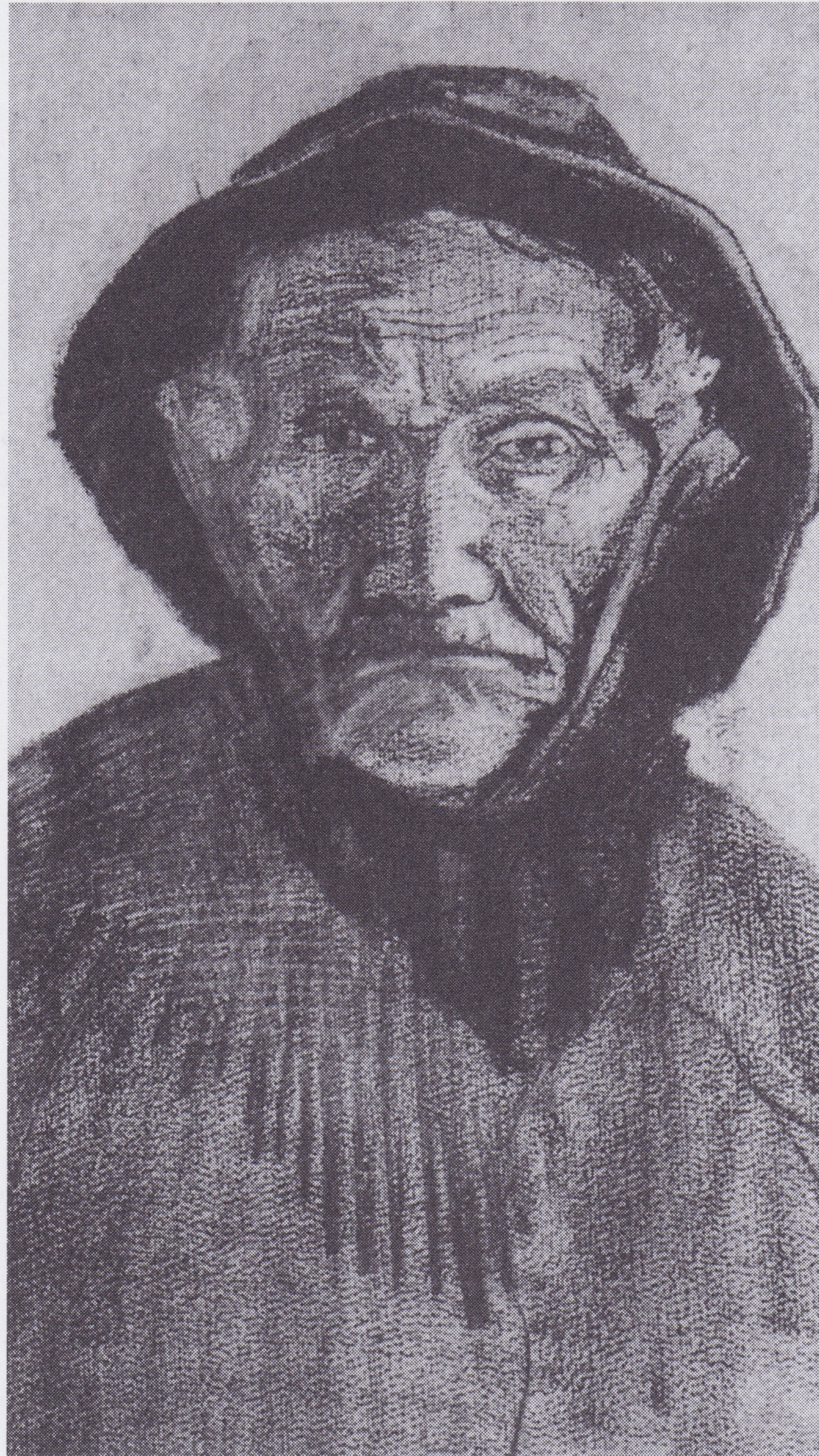
Kop van een oude visser met zuidwester, Vincent van Gogh, zwart krijt en inkt, Den Haag, januari 1883, Kröller-Müller Museum

De zeevisserij heeft gedurende honderden jaren het beeld van het dorp bepaald. Scheveningen beschikte evenals andere kustdorpen aan de Noordzee niet over een zeehaven. Daarom voeren vissersschepen - eerst de pink en in de loop van de 19e eeuw het type bomschuit - af vanaf het strand en landden met hun vangsten daarop aan. Deze visserij was vooral gericht op de vangst van plat- en rondvis.
Vanaf het midden van de 19e eeuw begon Scheveningen zich steeds meer te richten op de haringvangst. De logger deed als vissersschip ook dáár zijn intrede en na de komst van een eigen zeehaven, geopend in 1903, excelleerde Scheveningen vele jaren bij de visserij op haring door middel van de vleetvisserij. Deze hield stand tot eind jaren zestig van de 20e eeuw. Vanaf 1905 moest de vis aan de haven (en niet meer op het strand) geveild worden, maar al snel klaagden de vissers over gebrek aan ruimte daarvoor. Om aan de klachten tegemoet te komen werd er in 1911 voor de veilingen een loods als visafslag in gebruik genomen, die echter ook al snel te klein gevonden werd.
Problemen rond de overbevissing van de Noordzee, verouderde vissersschepen en gewijzigde visserijtechnieken luidden het einde in van grootschaligheid van de plaatselijke haringvisserij. Tegenwoordig wordt er nog maar door een beperkt aantal schepen op haring gevist en dan nog alleen maar gedurende een korte periode.
De huidige Scheveningse vissersvloot bestaat uit een vijftiental grote tot zeer grote hektrawlers, waarvan een aantal onder buitenlandse vlag vaart vanwege de toebedeelde visquota. Deze schepen vissen over de hele wereld. De vissersvloot bestaat tevens uit een vijftal kotters, die veelal op de Noordzee hun vis vangen. Verder zijn er enkele kotters die geregistreerd staan in andere Nederlandse vissersplaatsen, maar eigendom zijn van rederij Jaczon, die net als rederij W. van der Zwan Scheveningen als thuishaven heeft.
Vissersschepen uit Scheveningen zijn herkenbaar aan hun nummer, dat altijd met SCH begint.

### Inspiratie voor kunstschilders
Scheveningen bood in de 19e eeuw inspiratie voor kunstschilders van de Haagse School, als Jozef Israëls, Hendrik Willem Mesdag en Anton Mauve. Mesdag schilderde het 'Panorama Mesdag' in 1881. Ook Vincent van Gogh liet zich in zijn Haagse periode door Scheveningen en de visserij inspireren.

### Badplaats

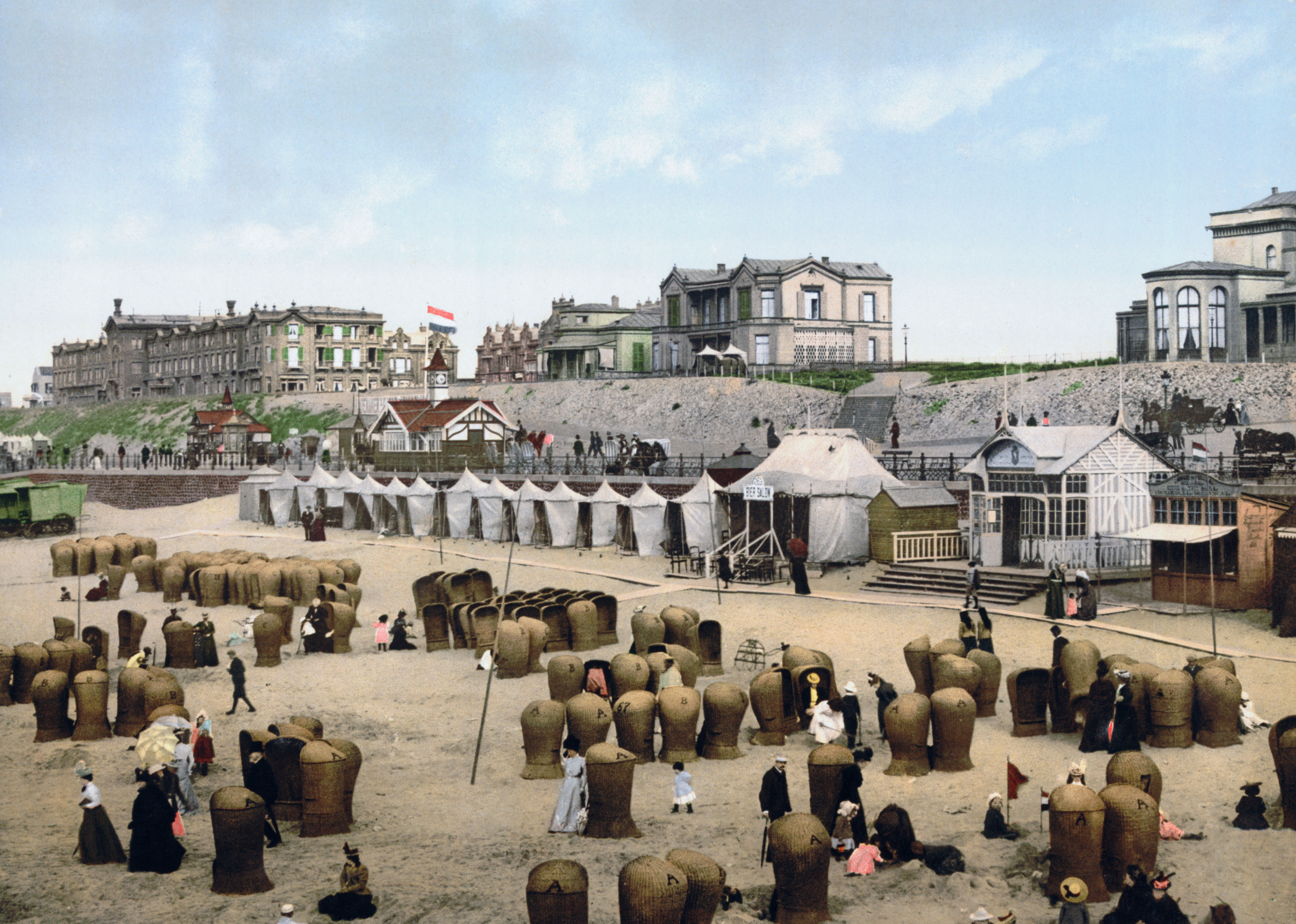
Het strand in 1900

In het jaar 1818 opende de Scheveninger Jacob Pronk Nz. het eerste badhuis, een klein houten gebouwtje met een wachtkamer en vier badkamertjes met uitzicht op zee. In 1820 verving hij het door een stenen gebouw. In 1828 werd Pronk uitgekocht door de gemeente Den Haag, die hier het Stedelijk Badhuis liet bouwen, een gebouw met een centraal gedeelte en twee vleugels. Het Stedelijk Badhuis werd verbouwd tot hotel toen de particuliere stichting Maatschappij Zeebad met hulp van de gemeente in 1884 het Kurhaus bouwde. Dit gebouw in de stijl van de Italiaanse renaissance brandde een jaar later af, maar werd terstond herbouwd. In 1901 werd het Kurhaus rechtstreeks verbonden met het nieuw gebouwde wandelhoofd (de eerste pier: het Wandelhoofd Koningin Wilhelmina). Het aantal slaapplaatsen in Scheveningen bleef sinds die tijd groeien.
Scheveningen is vooral 's zomers in belangrijke mate afhankelijk van met name dagtoerisme uit Nederland en Duitsland.

### Herbergen en hotels
De veronderstelling dat de toename van het aantal herbergen in het kustdorp zich gunstig heeft ontwikkeld dankzij de komst van bezoekers uit Den Haag en omstreken is onjuist. Het betrof namelijk mooi-weerbezoekers; zij zullen dan ook Scheveningen en zijn Noordzee niet dagelijks hebben opgezocht. Haaks hierop staat een gegeven aangaande viskopers. Zij waren beroepshalve verplicht, dagelijks aanwezig te zijn bij de afslagen van zeevis op het Scheveningse strand. Het kustdorp beschikte over te weinig goed water om te drinken. Het alternatief werd daarom bier. Dit moest komen vanuit Den Haag. Enkele dorpelingen verzorgden de continue aanwezigheid van bier dat vanuit Den Haag met bierwagens werd aangevoerd. Het zal, gezien de armoede van de dorpelingen, zijn gegaan om het goedkope dunne bier. Viskopers van buiten het dorp die dagelijks enkele visafslagen moesten bijwonen, moesten de 'leegte' tussen de verschillende afslagen doorbrengen in een dorp dat niets had te bieden. Zij wendden zich daarom tot de bier aanvoerende dorpelingen om hun eerste dorst te lessen. Het zal vermoedelijk niet bij een kruik bier zijn gebleven. Een inmiddels ontstane honger kon worden gestild door een gebakken visje en een stuk brood. Daarvoor kon de bierschenkende dorpeling wel zorgen dankzij de hulp van zijn vrouw of van zijn dienstmaagd. Hierdoor ontstond enerzijds een zich uitbreidend dienstbetoon aan de viskopers. Anderzijds liepen zaken danig uit de hand: vandaar dat in een wet van 1571 zelfs werd vastgelegd dat viskopers die bleven zitten verteren terwijl een volgende visafslag al was aangevangen, hiervoor werden beboet. Datgene wat was geëntameerd door de beroepsmatige bezoekers kwam mede ten goede aan de bezoekers van zee en strand die voorafgaand aan hun terugtocht een drankje en een hapje tot zich namen. De grote hotels ontstonden vanaf eind 19e eeuw en in het begin van de 20e eeuw. Dit vond plaats in het noordelijke deel van het kustdorp waar zich een badplaats turbulent was gaan ontwikkelen. Het beroemdste hotel is het Kurhaus, dat werd gebouwd in 1884.

### Eerste Wereldoorlog
In de Eerste Wereldoorlog (1914-1918) bleef Nederland neutraal. Scheveningen speelde een bijzondere rol in deze periode. Hoewel Nederland niet direct betrokken was bij de strijd, had de oorlog aanzienlijke impact op het dagelijks leven in Scheveningen. De Noordzee was gevaarlijk oorlogsgebied door zeemijnen en vijandige onderzeeboten van zowel de Britten als de Duitsers. De visserij werd zwaar getroffen. Daar stond tegenover dat de visserij door de oorlog en de daardoor ontstane voedseltekorten veel geld opbracht, met name de haringvisserij. Daarom namen veel vissers toch het risico, soms met fatale afloop. Vooral vanaf 1917 toen Duitsland de 'onbeperkte duikbotenoorlog' uitriep liep het aantal slachtoffers snel op. Vissersschepen werden beschoten en getorpedeerd. Samen met de schepen die op zeemijnen voeren, leidde dit tot 300 omgekomen vissers. Dat was circa 10% van de toenmalige Scheveningse bevolking. De slachtoffers worden herdacht met het Eerste Vissersmonument aan de Scheveningseweg, dat op 26 september 1922 werd onthuld door koningin Wilhelmina.
Op 22 september 1914 spotte de commandant van de Duitse onderzeeër SMS U-9 vlak voor de Nederlandse kust ter hoogte van Scheveningen een eskader van drie Britse kruisers: HMS Aboukir, HMS Hogue en HMS Cressy. De drie verouderde schepen van de ‘Royal Navy Reserve’ voerden een patrouille uit op de Noordzee. De bemanningen bestonden uit oudere reservisten en jonge marinecadetten. De combinatie van oude schepen en onervaren bemanning leidde tot de onheilspellende bijnaam ‘Live Bait Squadron’. Omstreeks 06:20 uur torpedeerde de U-9 eerst de Aboukir, die snel zonk. De Hogue en Cressy maakten de fout om te stoppen in een poging drenkelingen te redden. Binnen een uur torpedeerde de U-9 met gemak ook deze schepen. Meer dan 1.400 Britse zeelieden kwamen hierbij om. Slechts 837 man werden gered, mede door Scheveningse en andere vissers en koopvaardijschepen die in de buurt voeren. Veel verdronken Britse marinemensen spoelden later aan op de Hollandse stranden. Een aantal is in Den Haag begraven. De drie scheepswrakken zijn een oorlogsgraf en liggen nog voor de kust van Scheveningen. Er kan naar worden gedoken.
Op 20 september 1921 werd op de Boulevard het nationale gedenkteken Monument Leger en Vloot onthuld door koningin Wilhelmina. Het herdenkt de veelal dienstplichtige militairen die tijdens de Eerste Wereldoorlog werden gemobiliseerd en de slachtoffers die tijdens de oorlog vielen.

### Tweede Wereldoorlog

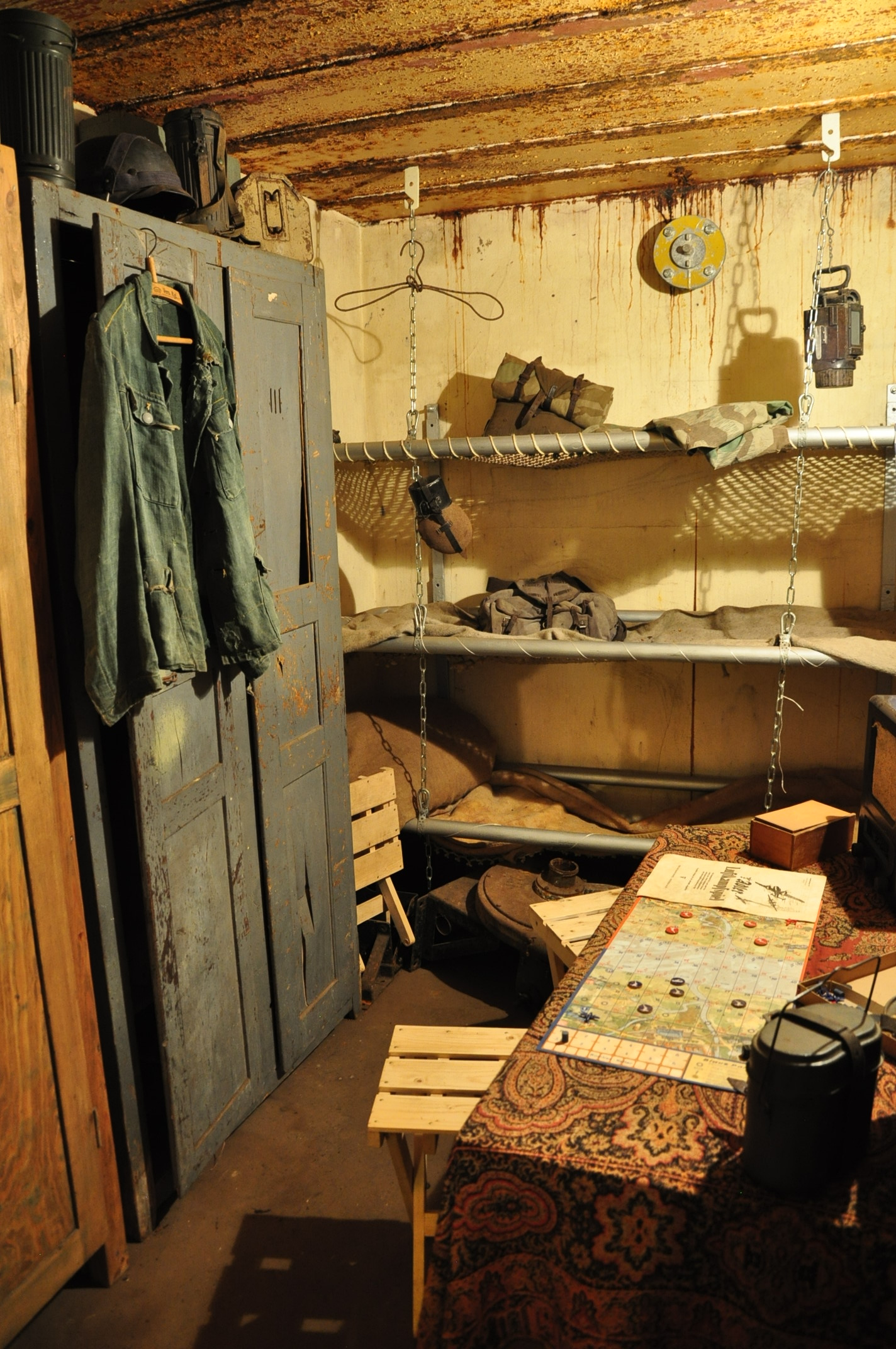
Atlantikwall Museum: Slaapvertrek in een commandobunker

Evenals veel andere aan de Noordzeekust gelegen plaatsen werd Scheveningen in 1942 tot Sperrgebiet verklaard. De Duitse bezetters vreesden een invasie ergens aan de Noordzeekust en besloten tot de aanleg van de Atlantikwall, een muur die de geallieerden vanaf de Noordkaap tot aan de Frans-Spaanse grens zou moeten tegenhouden. De aanwijzing tot Sperrgebiet hield voor Scheveningen in dat de delen van het dorp die het dichtst bij de kust lagen tot verboden gebied werden aangemerkt. Daarna moesten de bewoners van het grootste gedeelte van Scheveningen het dorp onmiddellijk evacueren. De kuststrook werd nu verbouwd tot een verdedigingslinie. Gebouwen werden afgebroken of van hun bestemming ontdaan, straten werden van hun stenen beroofd en loopgraven en schuttersputten her en der aan de kustzijde aangelegd. Een zware betonnen muur over een groot deel van de boulevard moest geallieerde tanks tegenhouden. Elders werd een brede gracht gegraven, eveneens om tanks af te weren. Dit alles had tot gevolg dat Scheveningen, zowel het badplaatsgedeelte als het oude dorp, na de oorlog volledig onttakeld was. Dit verklaart ook de nieuwbouw die na de oorlogsjaren zijn beslag kreeg.
Ter herinnering aan deze periode bestaat sinds 2005 het Atlantikwall Museum Scheveningen, met een permanente expositieruimte in een originele Duitse commandobunker van het type 608 (Abteilung oder Regiments Gefechtsstand) in de Nieuwe Scheveningse Bosjes aan de Badhuisweg, tegenover de nummers 119-133. Er worden regelmatig tijdelijke tentoonstellingen en rondleidingen gehouden.
De Scheveningse strafgevangenis (later Penitentiaire Inrichting Haaglanden) aan de Van Alkemadelaan bleef gedurende de oorlogsjaren in gebruik. De gevangenen waren met name verzetsmensen en politieke tegenstanders van de Duitse bezetters; de betrokkenen werden op verschillende locaties in Scheveningen en Den Haag verhoord. Vanwege de gezindheid van haar bewoners werd de inrichting Oranjehotel genoemd. Na de Tweede Wereldoorlog werden er Duitsgezinden en NSB'ers geïnterneerd in de Scheveningse wijk Duindorp, die door de grootschalige evacuatie onbewoond was geraakt.

## Cultuur
In Scheveningen wordt niet meer de plaatselijke Scheveningse klederdracht gedragen. Een aantal jongere Scheveningse vrouwen trekken de klederdracht op hoogtijdagen en bij presentaties nog aan. 
Het plaatselijke dialect, het Schevenings, wordt door jongeren weinig meer gesproken.
Door de geslotenheid van de oorspronkelijke dorpsgemeenschap treft men te Scheveningen veel gelijke familienamen aan. Dat leidde ertoe dat men in het plaatselijke spraakgebruik bijnamen ging invoeren om families beter van elkaar te kunnen onderscheiden. Bijvoorbeeld van de familie Pronk, onder andere 'de paardeman', 'Piet de muis', 'Tandeloos geboren' of 'Gerrit de preek'. Als je een Pronk was, vroeg een Scheveninger automatisch 'van wie ben je d'r ien?' waarop de aangesprokene reageerde met bv. 'van de paardeman'. Enkele veel voorkomende, 'typisch Scheveningse' familienamen zijn bijvoorbeeld Bal, Dijkhuizen, Groen, Korving, Den Heijer, Knoester, De Niet, Plugge, Pronk, Rog, Spaans, Taal, Toet, Van der Toorn, Vrolijk, Zuurmond en Van der Zwan. Door de ontsluiting van het vissersdorp vanaf het begin van de 20e eeuw is dit verschijnsel geleidelijk achterhaald.

## Religie
Nadat in de loop van de 16e eeuw de Reformatie in Nederland aanhang kreeg, koos de Scheveningse bevolking overwegend voor de Nederduits Gereformeerde Kerk, die later overging in de Nederlandse Hervormde Kerk, die nu is opgegaan in de Protestantse Kerk in Nederland. De enige basisschool voor reformatorisch onderwijs in de gemeente Den Haag, de Eben-Haëzerschool, is te vinden in Scheveningen.
Het rooms-katholieke volksdeel bleef zeker tot aan het begin van de 19e eeuw beperkt tot van buitenaf gekomen dorpsbewoners. Deze hadden zich voornamelijk in het kustdorp gevestigd als middenstanders of als ambachtslieden en zij vermengden zich niet of nauwelijks met de nakomelingen van de autochtone rechtzinnige vissersgeslachten. Tijdens de verzuiling was de gereformeerde zuil in Scheveningen sterk vertegenwoordigd. Ondanks de ontzuiling vanaf de jaren zestig, is er in Scheveningen nog een achterban die steevast de Staatkundig Gereformeerde Partij of ChristenUnie stemt. Scheveningen heeft bij verkiezingen verhoudingsgewijs meer stemmers op deze twee partijen dan andere Haagse stadsdelen.

### Kerkgenootschappen

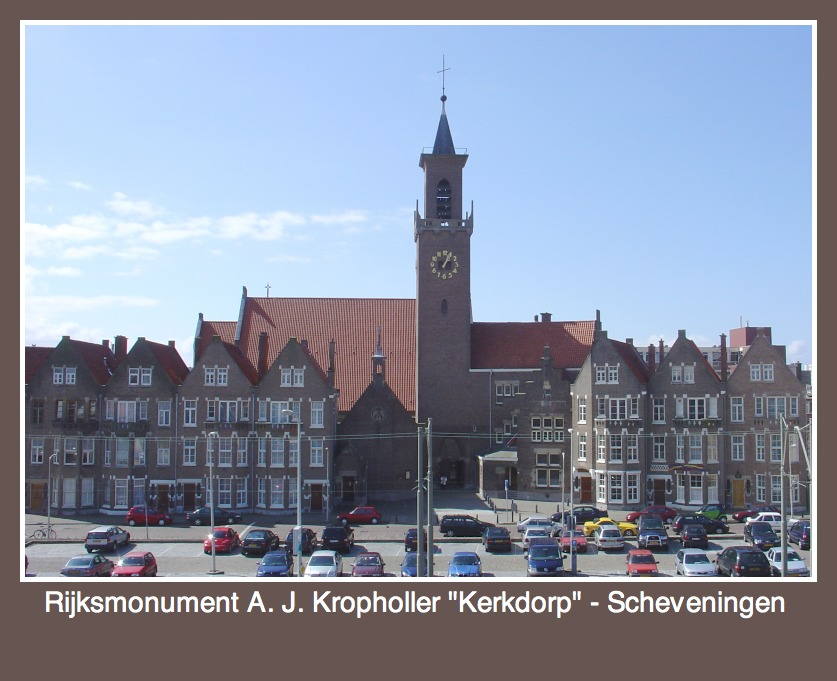
Lourdeskapel.

Scheveningen heeft vele soorten protestantse kerken, zoals die ook te vinden zijn in de Bijbelgordel.
- Protestantse Kerk in Nederland:
  - Oude Kerk
  - Bethelkerk[6]
  - Nieuwe Badkapel
  - Prinses Julianakerk
  - Zorgvlietkerk
- Christelijke Gereformeerde Kerk
- Nederlandse Gereformeerde Kerk
- Gereformeerde Gemeente
  - Eben-Haëzerkerk
- Oud Gereformeerde Gemeente in Nederland
- Hersteld Hervormde Kerk
- Baptistengemeente Scheveningen
- Leger des Heils Korps Scheveningen
- Evangelische Gemeente 'Morgenstond'
- Rooms-Katholieke Kerk:
  - H. Antonius Abtkerk
  - Lourdeskapel

## Objecten en locaties

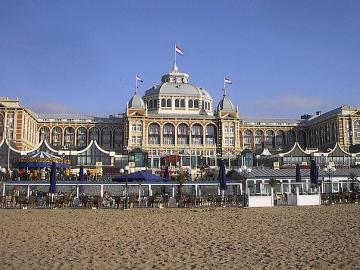
Kurhaus

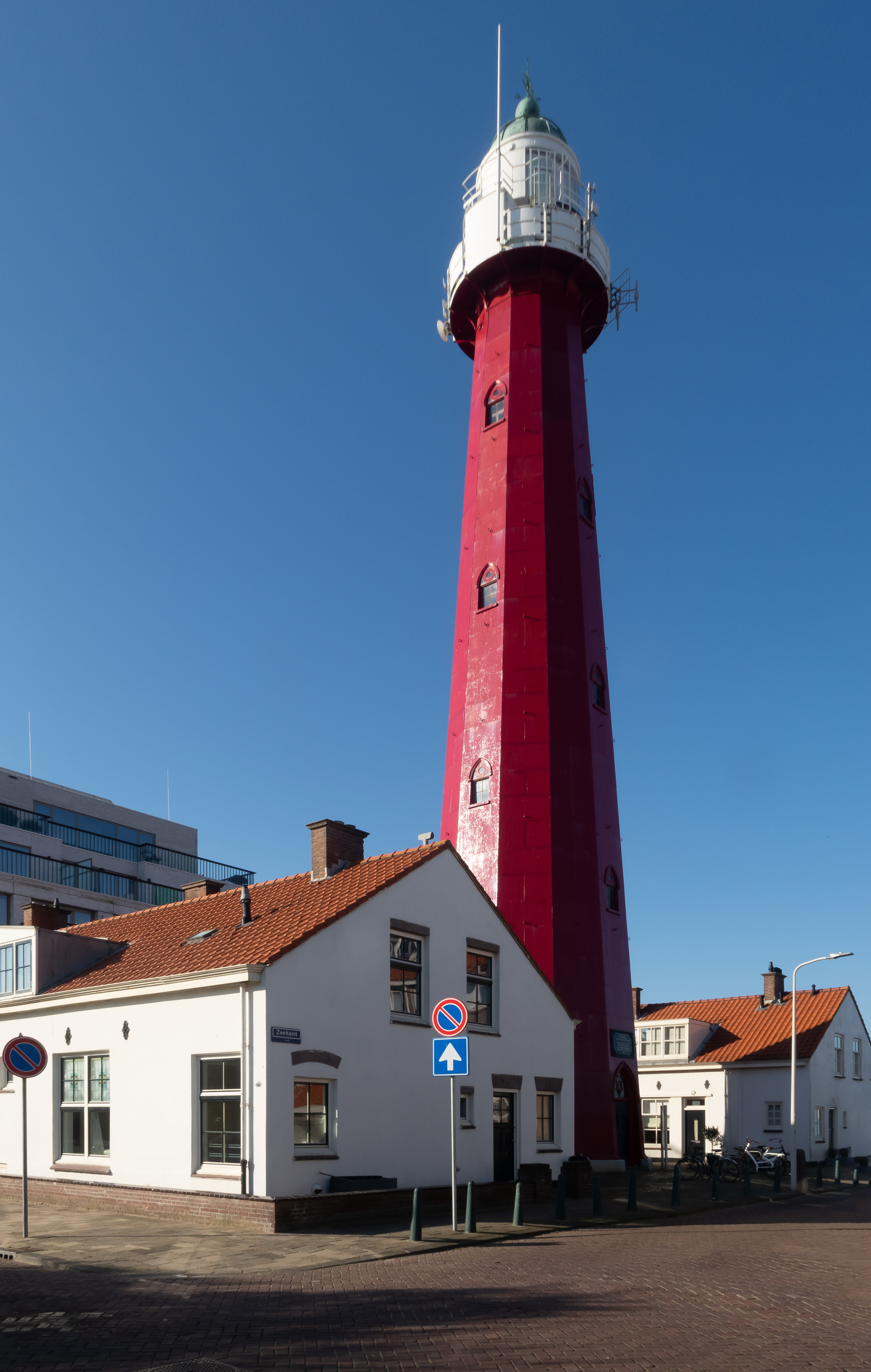
Vuurtoren

Vermeldenswaardige objecten en locaties:

Musea: Museum Beelden aan Zee, Atlantikwall Museum Scheveningen, Bunker Museum Den Haag, Muzee Scheveningen.

Locaties (buiten): Boulevard, pier, Scheveningen-Dorp, Scheveningse Bosjes, Havenkwartier, Oostduinpark, strand, naaktstrand tussen kilometerpaal 95,7 en 98, Terrein Norfolk Line, Zwarte Pad.

Gebouwen en monumenten: Vuurtoren, Gedenknaald, Oude Kerk, Kurhaus, Paviljoen Von Wied, Antonius Abtkerk, Nieuwe Badkapel, Onze Lieve Vrouw van Lourdeskerk met Lourdesgrot, Pniëlkerk, Prinses Julianakerk; Leonardo da Vinci-toren (of Leonardo da Vinci-gebouw, met goudkleurige bol bovenop; door de hoogte van het gebouw, in combinatie met die bol, is het gebouw ook in silhouet goed herkenbaar in de skyline van Scheveningen).

Attracties: Madurodam, Circustheater, Holland Casino, Sealife Scheveningen, reuzenrad

## Evenementen
- Vlaggetjesdag
- Vuurwerkfestival Scheveningen, augustus
- Red Bull Knock Out Motorcross evenement op het strand.
- Triple Ooievaarsrun, 2e zaterdag van september, tour met vrachtauto's voor gehandicapten.
- Hipfest - Jaarlijks popfestival met binnen en buitenpodia.
- GraaiTijd - Ook wel Vlaggetjesweek genoemd. De dagen voor Vlaggetjesdag een cultureel event met veel livemuziek.
- Prinsjespop - Jaarlijks popfestival, de zaterdag voor Prinsjesdag.
- Schollenpop - Popfestival op het strand.
- International Sand Sculpture Festival (1991-2011)
- Historisch Festival Scheveningen - Festival met oude klederdracht en veel kraampjes.
- Vreugdevuren van Scheveningen-Dorp en Duindorp - jaarlijks worden met nieuwjaar nieuwjaarsvuren gebrand op het strand, met een onderlinge competitie wie de hoogste heeft. De traditie omtrent de Vreugdevuren werd echter, na een uit de hand gelopen vuur op Scheveningen tijdens de nacht van 2018-2019 met schade in de omgeving, ter discussie gesteld. Sindsdien is de omvang van de vreugdevuren aanzienlijk beperkt.

## Verkeer en vervoer
Vanaf het midden van de 19e eeuw werden intussen bredere wegen als de Badhuisweg en de Nieuwe Parklaan vanaf Den Haag naar Scheveningen ontwikkeld. Een uitzondering hierop vormt de Oude Scheveningseweg die uit de zeventiende eeuw dateert.
Met de komst van het autoverkeer in de 20e eeuw werden de rust en de beslotenheid van het oude vissersdorp voorgoed verleden tijd.
Het openbaar vervoer naar Scheveningen was en is aanzienlijk.

### Spoorlijn
Van 1907 tot 1953 had Scheveningen een spoorverbinding met Den Haag en Rotterdam. Het Station Scheveningen was het eindpunt van de Hofpleinlijn. Dit was de eerste elektrische spoorlijn van Nederland.

### Huidige tram- en buslijnen

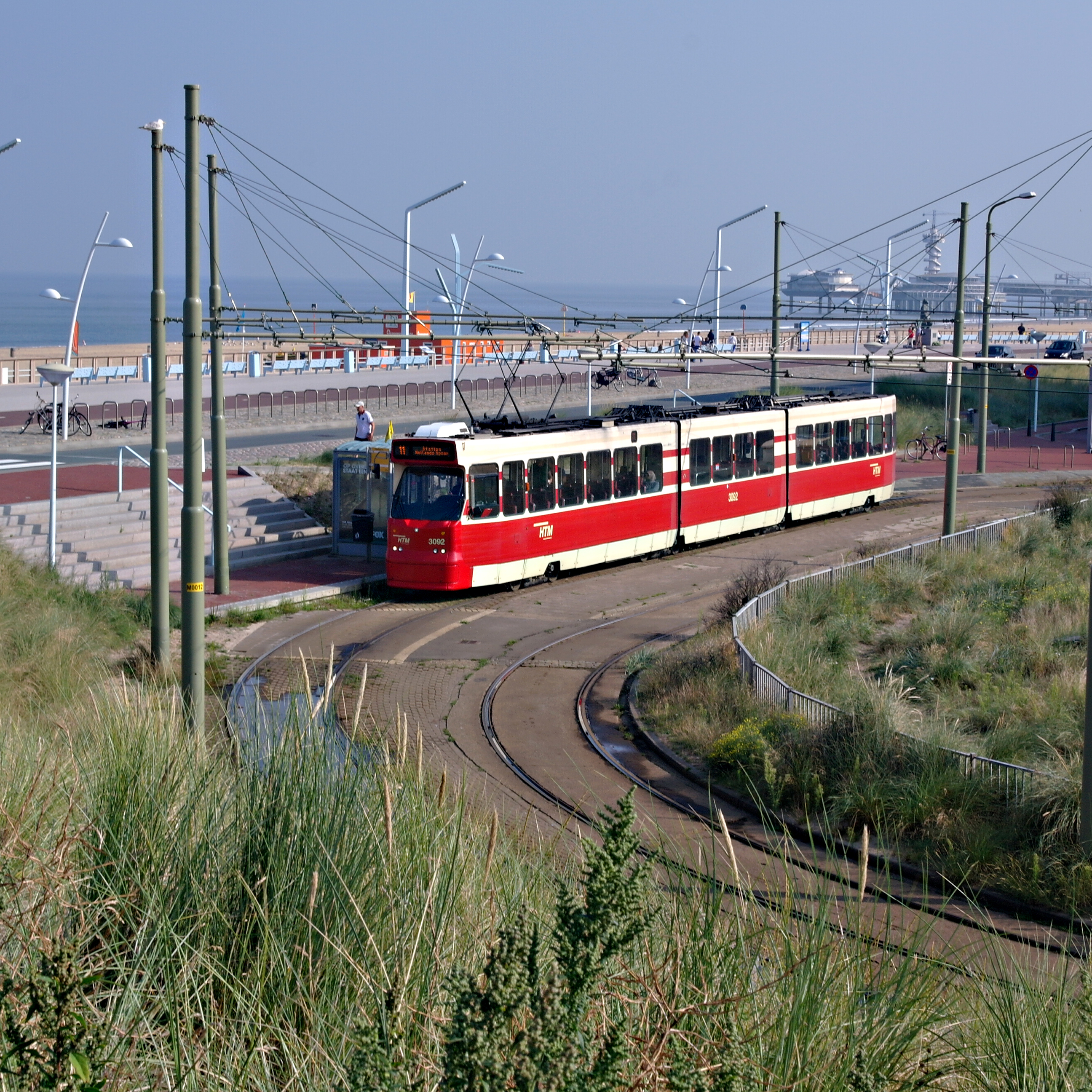
Eindpunt van lijn 11 op de Strandweg

Tramlijn 1 verbindt het Zwarte Pad (aan de kustzijde van de wijk Oostduinen) via het Kurhaus, door het centrum van Den Haag, via Station Hollands Spoor, Rijswijk en de Hoornbrug, langs de Vliet, Reineveldbrug en het centrum van Delft naar Station Delft en Delft Tanthof.
Tramlijn 9 verbindt het Zwarte Pad via het Kurhaus, de Wittebrug en Madurodam met het centrum van Den Haag (Centraal Station en Hollands Spoor) en de Melis Stokelaan met de wijk Vrederust in Den Haag-Zuid.
Tramlijn 10 verbindt het Zwarte Pad met Vrederust via de routes van lijn 1, 16 en 9 en rijdt alleen op maandag tot en met donderdag in de spitsuren.   
Tramlijn 11 verbindt het Rijswijkseplein en  station Hollands Spoor via de Conradkade met Scheveningen Haven.
Tramlijn 12 verbindt het Rijswijkseplein en  station Hollands Spoor via de 
Paul Krugerlaan en de Goudenregenstraat met Duindorp.
Scheveningen wordt ontsloten door de buslijnen 21, 22, 23 en 28.
Bij grote drukte zoals na het vuurwerkfestival wordt de eindpunthalte Zwarte Pad opgeheven om te voorkomen dat er bij de halte Kurhaus niemand meer bij kan.

### Geschiedenis van de trams naar Scheveningen
- Paardentram: De eerste tramlijn in de Benelux reed in 1864 tussen Den Haag en Scheveningen, in 2014 vierde deze lijn -in moderne vorm- zijn 150-jarige bestaan. Op 25 juni 1864 werd deze paardentramlijn geopend op het traject van de Haagse Parkstraat, via de Sophialaan, Zeestraat, de Oude Scheveningseweg, Keizerstraat, Wassenaarsestraat naar het badhuis in Scheveningen. De lijn was administratief bekend onder de letter E maar werd de rode lijn genoemd. De 'zwarte lijn' werd ingesteld op 16 juli 1864 op het traject Kneuterdijk – Vijverberg – Smidsplein – Nieuwe Uitleg – Kanonstraat – Koninginnegracht – Wittebrug – Badhuisweg – Badhuis Scheveningen. De lijn was administratief bekend onder de letter F. Deze twee lijnen werden later lijn 8 & 9.
- Accutram: Ook de eerste tram met elektrische aandrijving in de Benelux reed tussen Den Haag en Scheveningen op de route van de hiervoor genoemde lijn via de Wittebrug en verder via de Nieuwe Parklaan naar het Kurhaus. Dit was een accutram, die dus zijn stroomvoorziening meenam en nog zonder bovenleiding reed. Zij maakten een 'hels' kabaal en haalden een "duivelse" snelheid van maximaal 20 km/uur. En ze waren vaak defect. Deze trams reden van 1 augustus 1890 tot 1904, toen deze werd opgevolgd door de 'beugeltram'. De accutrams reden alleen in de zomer.[8]
- Lijnen 8 en 9: Op 6 augustus 1904 werd elektrische tractie met bovenleiding ingevoerd waar voorheen de accutram reed. De lijn was de eerste Haagse elektrische tramlijn en werd vanaf deze datum geëxploiteerd als tramlijn 9. Op paardentramlijn E werd op 31 mei 1905 elektrische tractie via de bovenleiding ingevoerd. De lijn werd vanaf deze datum geëxploiteerd als tramlijn 8. Lijn 8 is inmiddels verleden tijd maar de oudste tramroute van Nederland wordt nu door lijn 1 bereden. Het vervoer tussen Scheveningen en Den Haag was voor de HTM zeer lucratief en er werden in de loop der jaren naast de lijnen 8 en 9 meerdere andere reguliere tramlijnen geopend.
- Lijn 7: vanaf 1976 over de route van lijn 8 naar het Centraal Station. Deze lijn werd tussen 1983 en 1992 successievelijk doorgetrokken naar Leidschendam maar reed, o.a. door bezuinigingsmaatregelen, vanaf 1995 niet meer naar Scheveningen en is in 2001 geheel opgeheven.
- Lijn 10: vanaf 1906 globaal op de route Scheveningen – Waldeck Pyrmontkade. Toen lijn 14 werd ingesteld werd lijn 10 verlegd naar de Westduinweg en de Pluvierstraat (1929) en in de loop van de tijd aan de andere kant naar het Hollandse Spoor en de Trekweg. Na de Tweede Wereldoorlog werd de route naar Duindorp niet hersteld en is lijn 10 Scheveningse lijn af.
- Lijn 12: vanaf 1924 reed de tweede lijn 12 (ingesteld in 1911), met een onderbreking gedurende de Tweede Wereldoorlog, tussen Duindorp en het Station Staatsspoor. Tegenwoordig alleen nog tot het Station Hollands Spoor.
- Lijn 14: tussen 1921 en 1965 van Scheveningen, via het Statenkwartier naar het Zuiderpark (tot 1948), daarna naar het De Savornin Lohmanplein.

Voorts waren en zijn er enkele zomerse versterkingslijnen:
- Lijn 12 tussen 1907 en 1909 op het traject Kurhaus – Overbosch.
- Lijn 15 tussen 1924 en 1941 op het traject Scheveningen – Bezuidenhout (Stuyvesantplein), via de route van lijn 9.
- Lijn 5 van Nootdorp via het Haagse centrum en het Centraal Station naar Scheveningen sinds 2009 op zondagen in de zomer. Inmiddels opgeheven.

### Stoomtram, later de Blauwe Tram

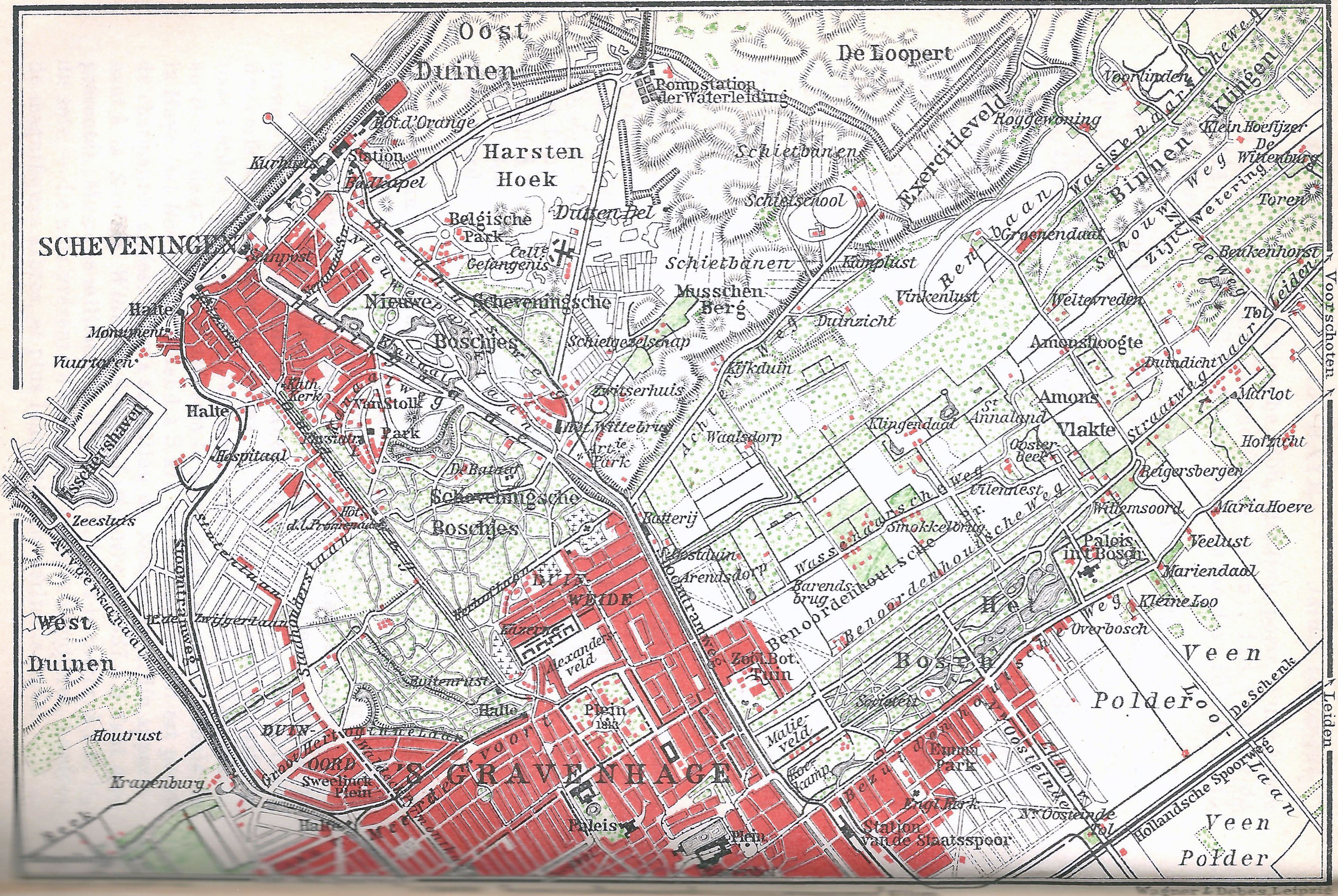
Kaart van Den Haag en Scheveningen met het kanaal en de twee stoomtramlijnen

Ook de eerste stoomtram in de Benelux reed tussen Den Haag en Scheveningen. De Nederlandsche Rhijnspoorweg-Maatschappij (NRS) opende deze dienst op 1 juli 1879. De route liep van station Rhijnspoor (huidige Centraal Station) over de Koningskade, Raamweg en Badhuisweg naar Scheveningen Badhuis. Deze maatschappij werd in 1921 door een fusie met de Hollandsche IJzeren Spoorweg-Maatschappij (HIJSM) eigendom van de Nederlandse Spoorwegen (NS). De NS was via een andere dochter ook eigenaar geworden van een andere stoomtramlijn in de regio, de Voorburgse lijn, en voegde beide lijnen samen tot één lijn Scheveningen – Leiden. Deze lijn zou in de periode 1922-1924 geëlektrificeerd worden en vanaf 12 april 1924 onder de naam Blauwe Tram furore gaan maken. Tussen Voorburg en Scheveningen reed de lokaaldienst, waarvan het traject naar Scheveningen in 1957 werd opgeheven en het restant in 1958. De laatste blauwe tram tussen Den Haag en Leiden reed in 1961.  

### Stoomtram, later lijn 11
De grote concurrent van de NRS, de Hollandsche IJzeren Spoorweg-Maatschappij (HIJSM), wilde haar eigen station in Den Haag, Hollands Spoor, ook met Scheveningen verbinden. De HIJSM legde vanaf 1884 een lijn aan naar Scheveningen die aan de zuidkant van het destijds bebouwde deel van Den Haag liep. Op 12 juni 1886 werden hier drie lijnen geopend: Hollands Spoor – Scheveningen (Dorp), Hollands Spoor – Anna Paulownastraat en Anna Paulownastraat – Scheveningen (Dorp). Deze verbindingen vielen zeer in de smaak bij de Haagse en Scheveningse bevolking. Er was een zogeheten Beurstrein, die ten behoeve van Scheveningse en Haagse zakenlieden iedere dag om 7:37 uit Scheveningen vertrok en via station Hollands Spoor al om 8:38 bij het station Rotterdam Beurs arriveerde.
Vanaf 1904 begonnen deze stoomtramlijnen concurrentie te ondervinden van de geëlektrificeerde voormalige paardentramlijnen. Met name op de zijtak naar de Anna Paulownastraat liep het passagiersaanbod sterk terug. Op 31 december 1925 liep de concessie van de HIJSM af en werd de stoomtramlijn opgeheven. Het tracé kwam in handen van de HTM die de lijn elektrificeerde en hierop vanaf 15 juli 1927 tot aan de dag van vandaag praktisch ongewijzigd lijn 11 heeft geëxploiteerd. De HTM heeft tot 1974 nog het goederenvervoer via deze lijn verzorgd.

### Spoorlijn
De Hofpleinlijn is de door de Zuid-Hollandsche Electrische Spoorweg-Maatschappij aangelegde en tussen 1907 en 1908 in gebruik genomen spoorlijn die Rotterdam Hofplein via Den Haag met Scheveningen verbond. Oorspronkelijk reden de treinen van Rotterdam Hofplein, onder de Oude Lijn door, via station Den Haag HS (waar ze kop maakten) naar Scheveningen. Ook werd er vóór 1940 via een extra verbindingsboog direct tussen Rotterdam Hofplein en Scheveningen gependeld. Tussen 1943 en 1947 kon niet naar Scheveningen worden gereden. Na herstel van de spoorlijn verzorgden de treinen nog zes jaar deze verbinding. De lijn naar Scheveningen werd op 4 oktober 1953 opgeheven. Op de vroegere spoorbaan werd gedeeltelijk een weg aangelegd (Landscheidingsweg), en langs de duinen is het later een fietspad geworden.

### Vernieuwingsplannen
In juli 2020 werd aangekondigd dat de gemeente Den Haag zou beginnen met de aanleg van een ongelijkvloerse kruising op de weg achter achter de boulevard nabij de Zwolsestraat / Gevers Deynootweg, als onderdeel van het programma De Kust Gezond dat voorziet in renovatie van onder meer de Noordboulevard en de Middenboulevard. Tevens werden begin 2021 nader te bepalen maatregelen aangekondigd tegen "zomeroverlast".

## Geboren in Scheveningen
- Jan van Baal (1909-1992), antropoloog, gouverneur van Nederlands-Nieuw-Guinea
- Philip Bloemendal (1918-1999), nieuwslezer, presentator van Polygoonjournaal
- Wies de Bles (1941), beeldhouwer
- Govert van Brakel (1949), radiopresentator
- Adriaen Coenen (1515-1587), viskoper en amateur-bioloog; auteur van het Visboeck, het Walvisboeck en het Haringkoningboeck
- Max Dohle (1955), sporthistoricus
- Jaap Flier (1934-2022), balletdanser en choreograaf
- Romy Haag (1948), actrice, danseres, zangeres en nachtclubeigenares
- Cees den Heyer (1942-2021), theoloog en hoogleraar
- Joost Heyink (1946-2021), auteur
- Sugar Lee Hooper (1948-2010), zangeres
- Cornelis Jol alias 'Houtebeen' (1597-1641), admiraal en kaper
- Dick Jol (1956), scheidsrechter betaald voetbal
- Samantha de Jong (1989), mediapersoonlijkheid
- Jan M. Kan (1905-2002), jurist
- Wim Kan (1911-1983), cabaretier
- Pim Lier (1918-2015), jurist, advocaat en procureur
- Maria Lindes (1942), hoorspelactrice, stemregisseuse
- Sander van Marion (1938), organist
- Robine van der Meer (1971), actrice
- Sipko Melissen (1941), schrijver
- Louis Moyse (1912-2007), Amerikaans-Frans fluitist
- Jacob de Mos (1919-2016), Engelandvaarder, drager Bronzen Kruis, Kruis van Verdienste en Verzetskruis
- Hein van der Niet (1901-1975), acteur
- Maarten de Niet (1893-1973), jurist en bestuurder in Suriname
- Toon Ninaber van Eyben (1896-1977), glazenier en schilder
- Adri Pieck (1894-1982), schilder, tekenaar
- Bert Pronk (1950-2005), wielrenner
- Jacob Pronk Nz (1762-1838), stichter van het eerste badhuis te Scheveningen.
- Jan Pronk (1940), politicus
- Jean Pierre Rawie (1951), dichter en vertaler
- Jon van Rood (1926-2017), immunoloog
- Piet de Ruiter (1956), politicus
- Dore Smit (1933-2021), omroepster en actrice
- Piet Spaans (1933), dichter, geschiedkundige, publicist en taalkundige (Schevenings)
- Anne Vanderlove (Anna van der Leeuw, 1943-2019), chansonnière
- Maarten Vrolijk (1919-1994), politicus, commissaris van de Koningin in Zuid-Holland
- Jan Willem Wegstapel (1924-2020), politicus en bestuurder
- Niels van der Zwan (1967), roeier

## Woonachtig geweest in Scheveningen
- Nico Cramer, parlementair historicus
- Piet ten Thije, zwemmer

## Varia
- Veel Scheveningers beschouwen Scheveningen niet als een onderdeel van Den Haag. Hoewel er officieel  's-Gravenhage (desnoods Den Haag) op een envelop moet staan, geven zij liever Scheveningen als plaatsnaam op.
- In tegenstelling tot wat men veelal aanneemt, ligt het begin van veel Scheveningse straten, zoals de Keizerstraat en de Badhuisweg, aan de zeezijde, want daarvandaan begint de nummering van de huizen. Haagse straten tellen vanaf het centrum. Zo is de Badhuisweg een 'Scheveningse' straat en de daaraan vrijwel parallel lopende Nieuwe Parklaan een 'Haagse' straat.
- Het is niet duidelijk naar welke keizer de Keizerstraat vernoemd is.
- Het verhaal gaat dat het woord Scheveningen in de Tweede Wereldoorlog onder andere door het verzet als sjibbolet gebruikt werd om Duitsers te herkennen. Zij zouden het woord niet correct kunnen uitspreken.
- Er bestaat nog een Scheveningse klederdracht. Deze is opgedeeld in de werkdracht, de daagse dracht, de zondagse dracht en de rouwdracht (zie afbeelding).
- Scheveningen heeft een eigen dialect, het Schevenings. Een Scheveninger woont OP Scheveningen, niet IN Scheveningen.
- Er is een legende over een mooi meisje dat altijd veel vis ving dankzij een Neptunus-achtig persoon, die ze in haar visnetten dreef; ze trouwden vervolgens en hun nageslacht heette Waterreus. Het grootste strandpaviljoen (bij de haven) is naar deze legende genoemd.

- De vuurtoren is gemaakt door ijzergieterij Nering Bögel in Deventer.
- De latere koning Willem I zette bij aankomst in zijn vaderland voor het eerst voet op Nederlandse bodem te Scheveningen. Hij landde hier aan op het strand op 30 november 1813 en werd een dag later te Amsterdam uitgeroepen tot soeverein vorst der Nederlanden. De Scheveninger Jacob Pronk Nz. speelde bij de landing van de toenmalige prins een belangrijke rol. Op 24 augustus 1865 werd er ter ere van deze landing op een hooggelegen duin - een der tegenwoordige slaperdijken - een gedenknaald onthuld.
- In 1973 was Scheveningen de startplaats van de Ronde van Frankrijk.
- In 1928 was Scheveningen het keerpunt van de olympische wegwedstrijd bij het wielrennen.
- Scheveningen kende in het begin van de 20e eeuw een buurtje met de naam Bloedpoort. Ten onrechte wordt de naam vaak gekoppeld aan een moord die in 1918 in de omgeving plaatsvond. De oorsprong van de naam ligt echter bij een 19e-eeuwse slager die op de hoek van de Bloedpoort zijn slachterij had; daaruit stroomde bij het schoonboenen het nog aanwezige - met schrobwater vermengde - bloed.
- In de duinen staan de watertoren en de meteotoren.[10]
- Bij schaakspel is de opening 1.e4 c5 2.Pf3 d6 3.d4 cxd4 4.Pxd4 Pf6 5.Pc3 e6 bekend als de Scheveningense variant van de Siciliaanse verdediging, omdat ze beroemd werd vanuit de partij Maróczy – Euwe (Scheveningen, 1923). Garry Kasparov heeft ze veel en succesvol met zwart gespeeld; hij schreef er zelfs een boek over, „Сицилианская защита – Схевенинген“ (De Siciliaanse verdediging – Scheveningen).

## Beeldgalerij

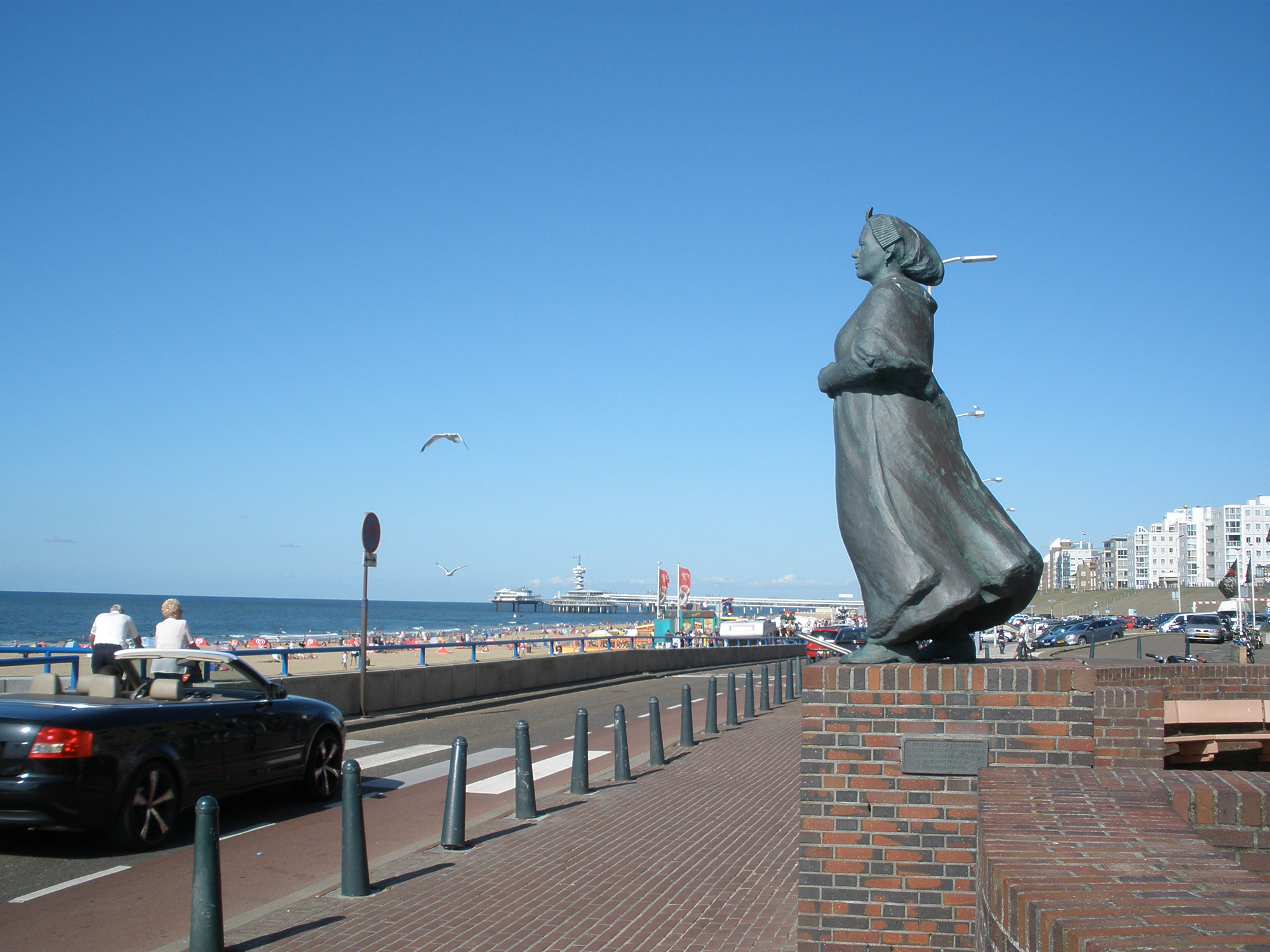
Boulevard van Scheveningen
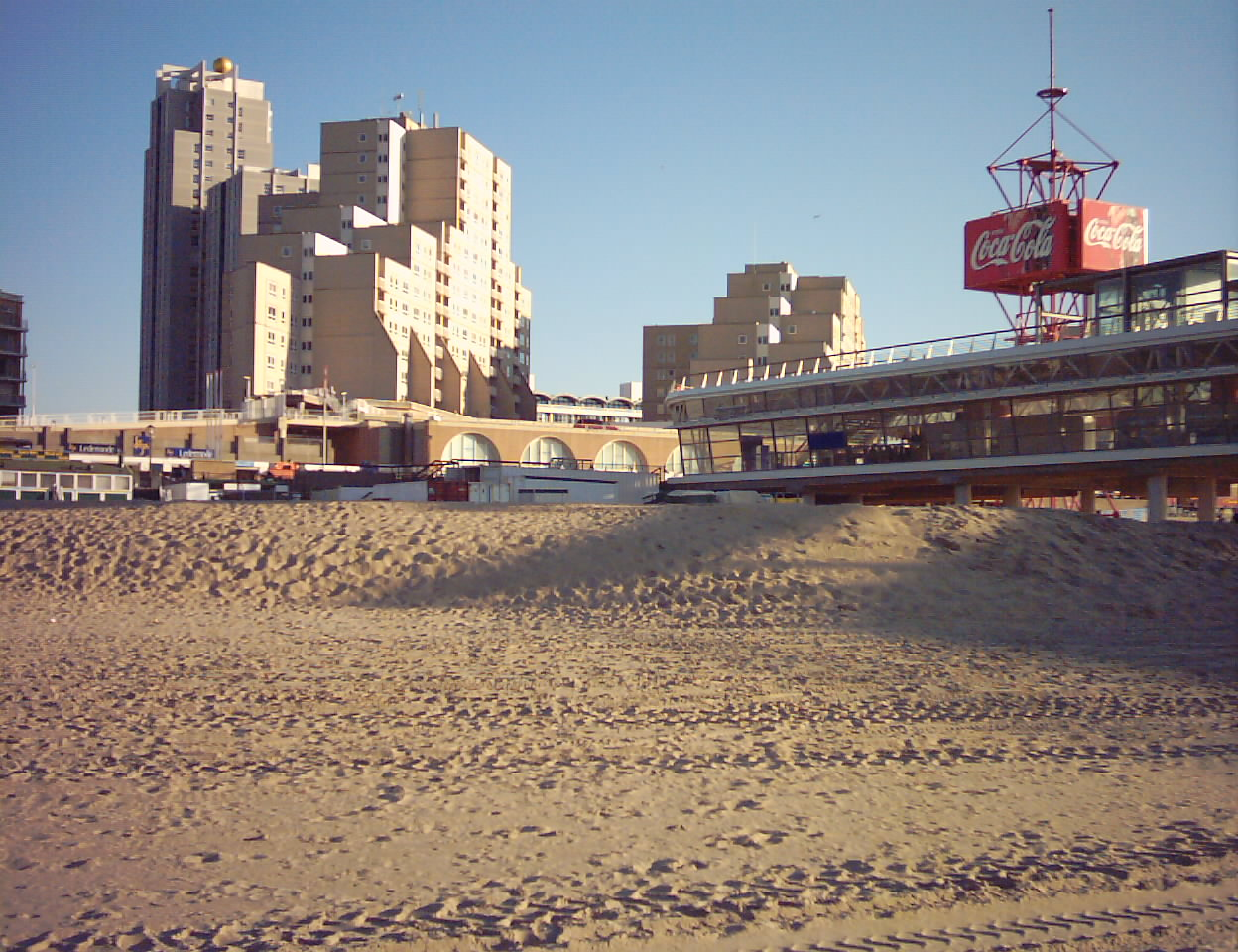
Skyline van Scheveningen gezien vanaf het strand, 2003
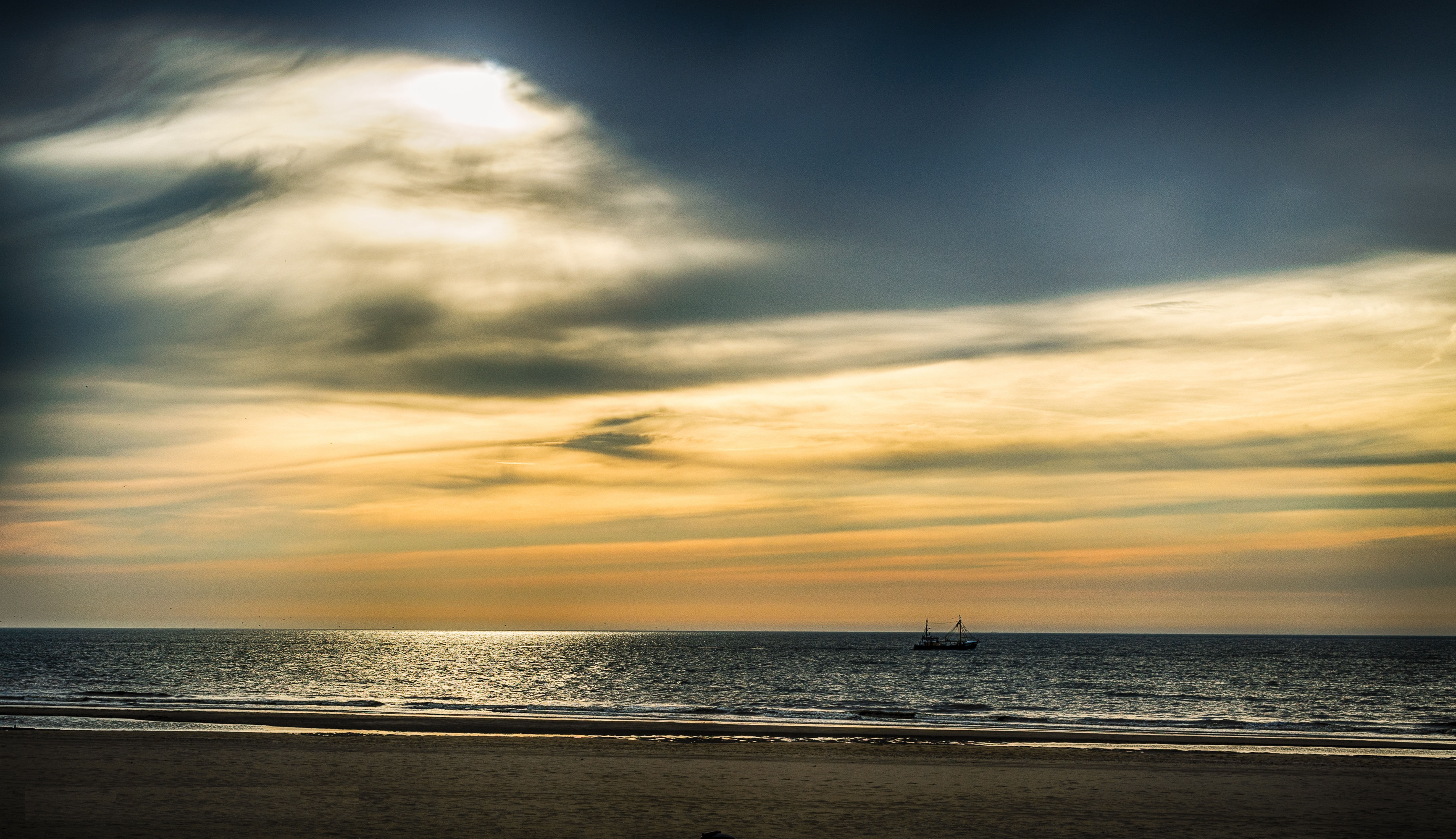
Scheveningen in 2013
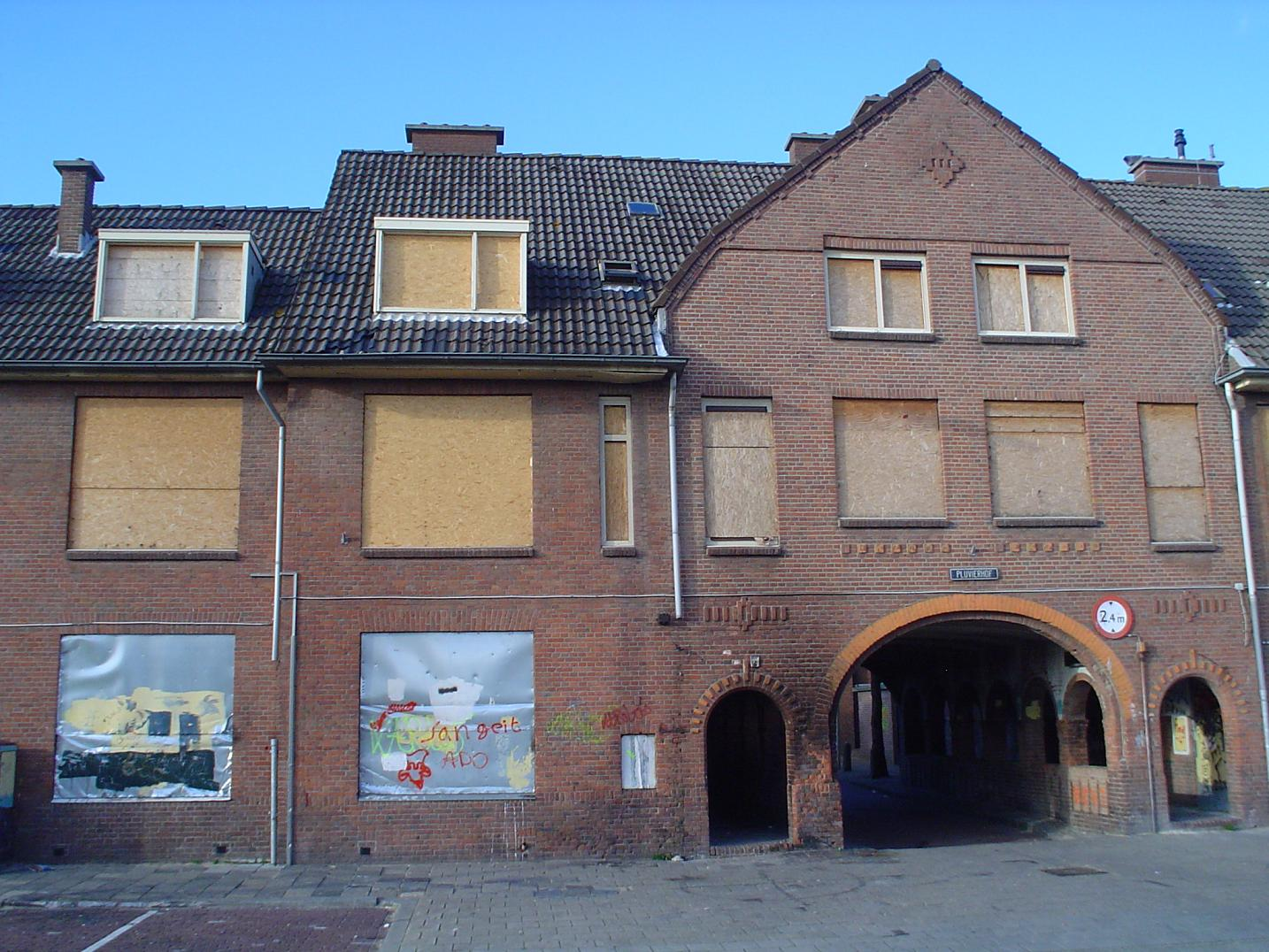
Verloedering in Scheveningen: het Pluvierhof in 2007
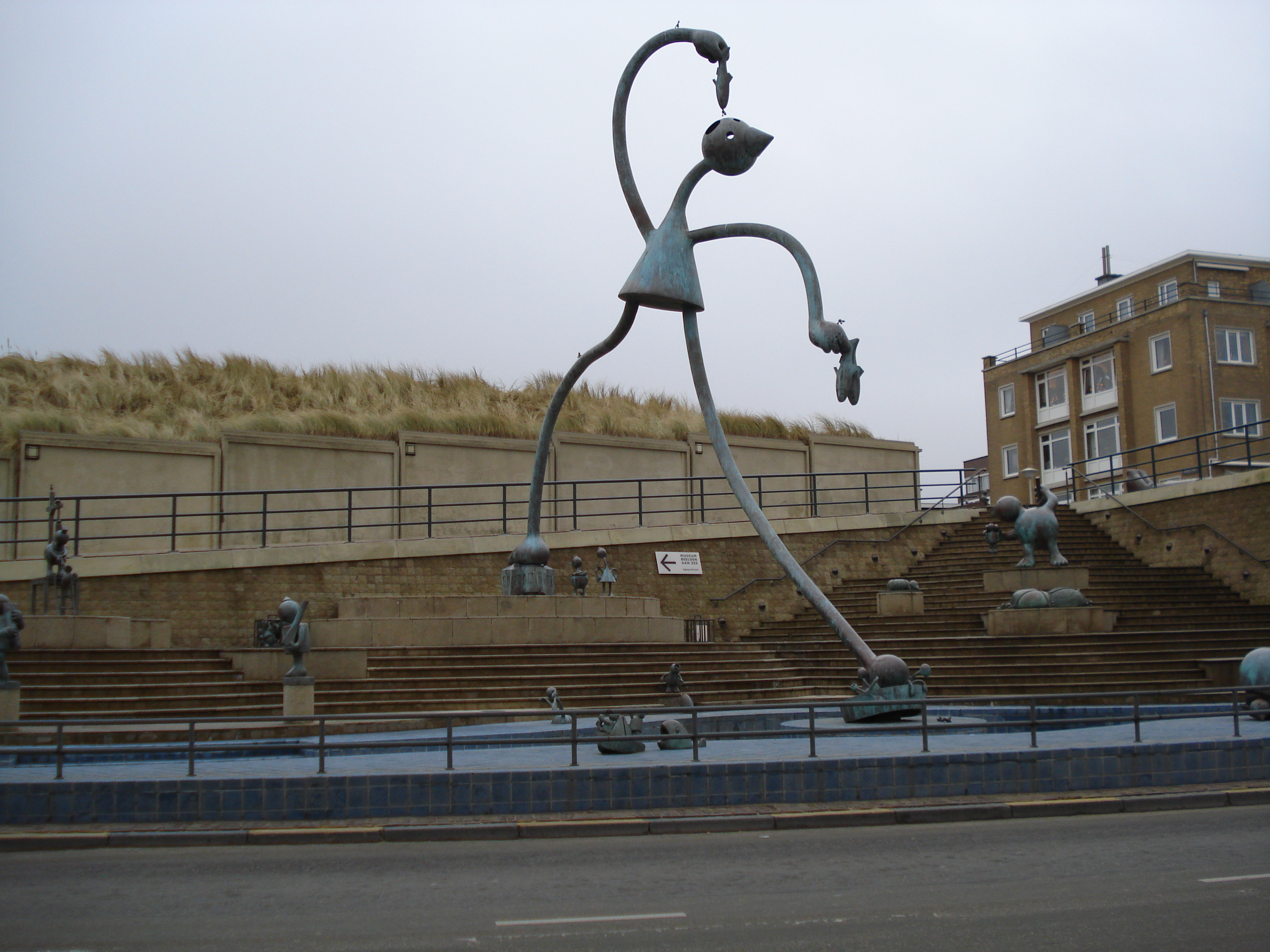
De Haringeter, een beeld van Tom Otterness bij Museum Beelden aan Zee
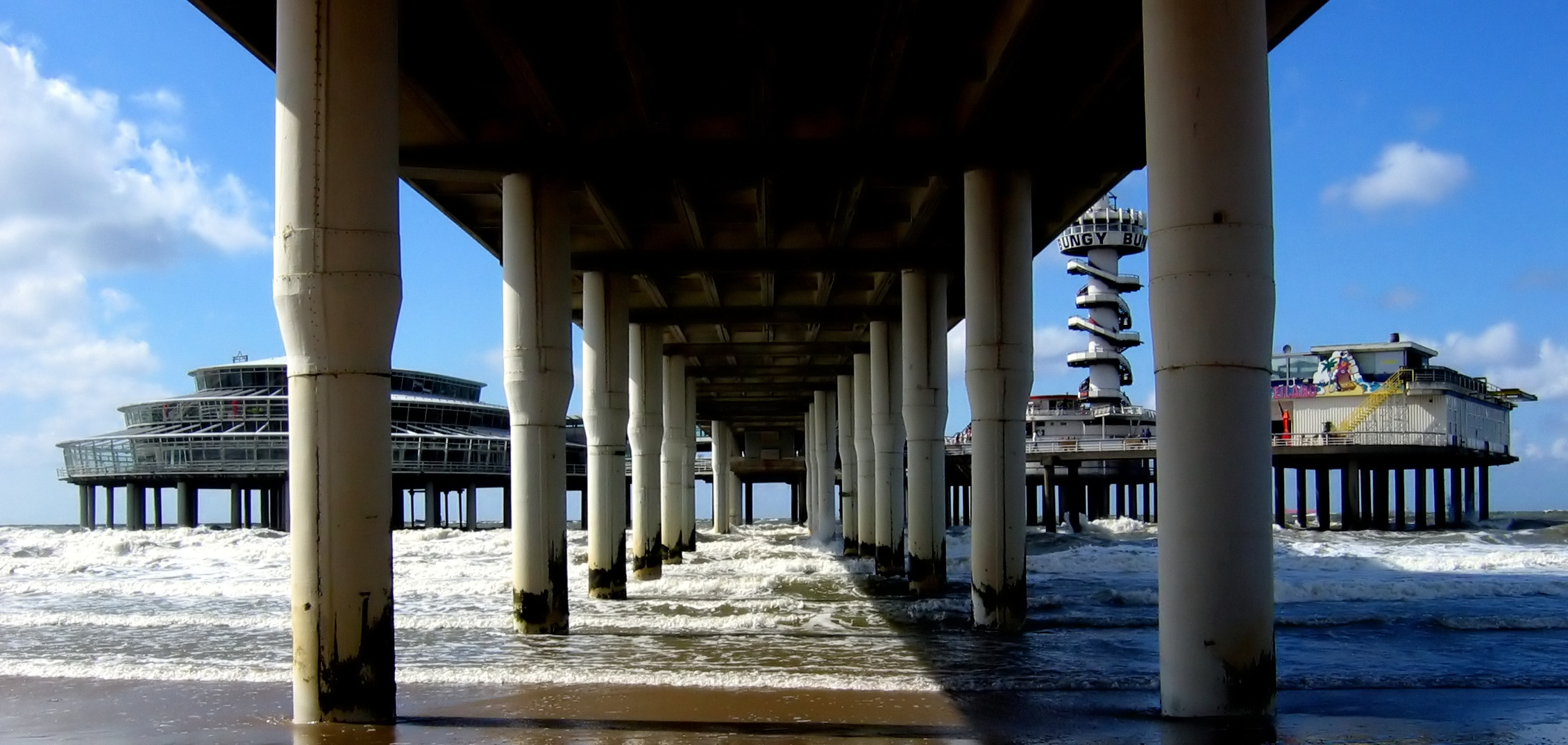
De Pier bij Scheveningen
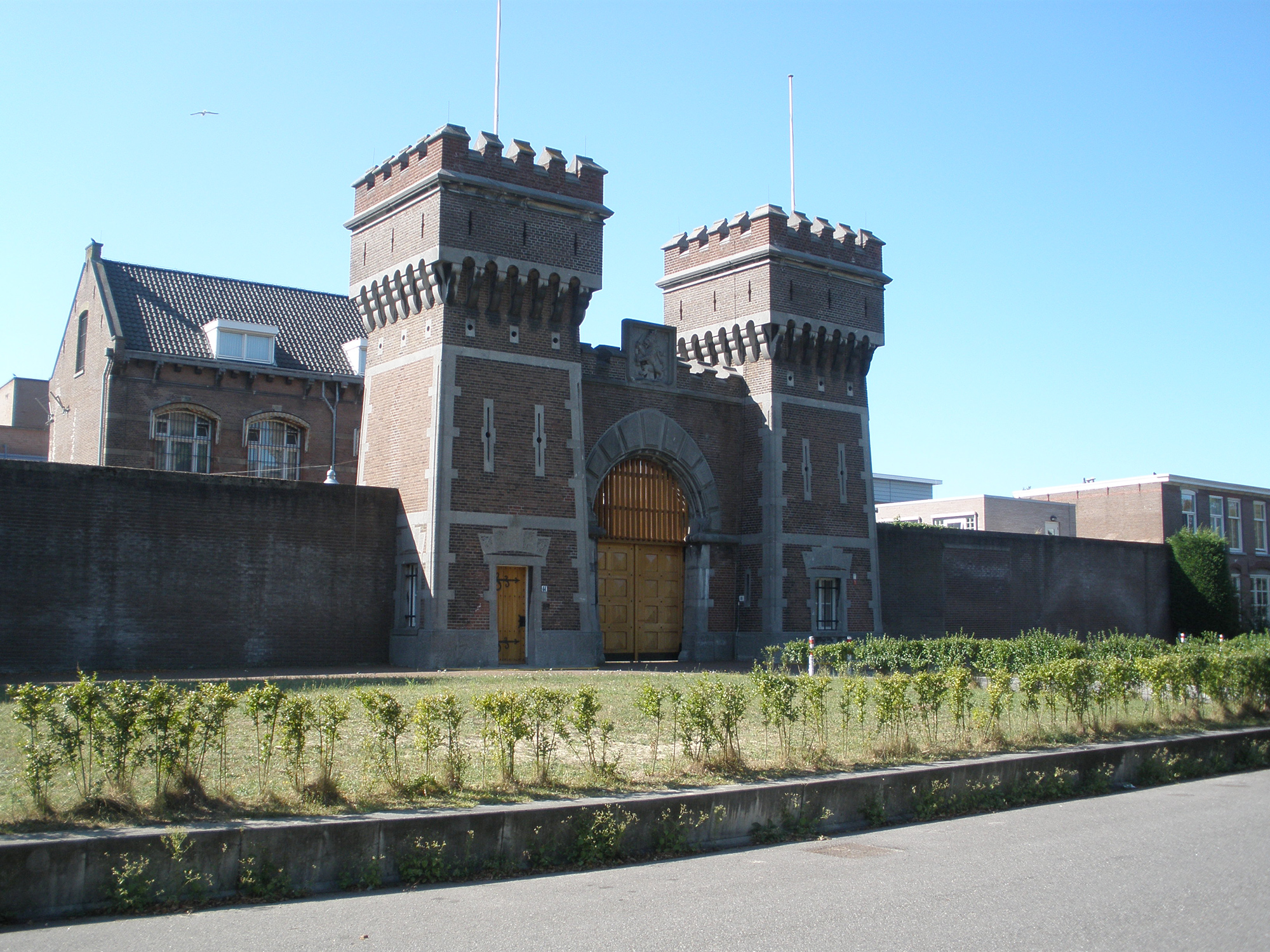
Penitentiaire Inrichting Haaglanden
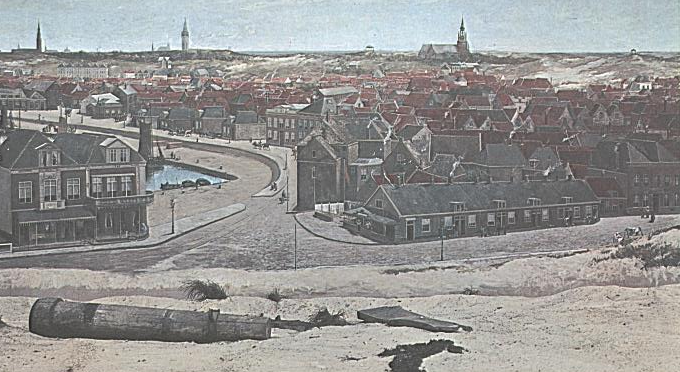
Scheveningen op Panorama Mesdag
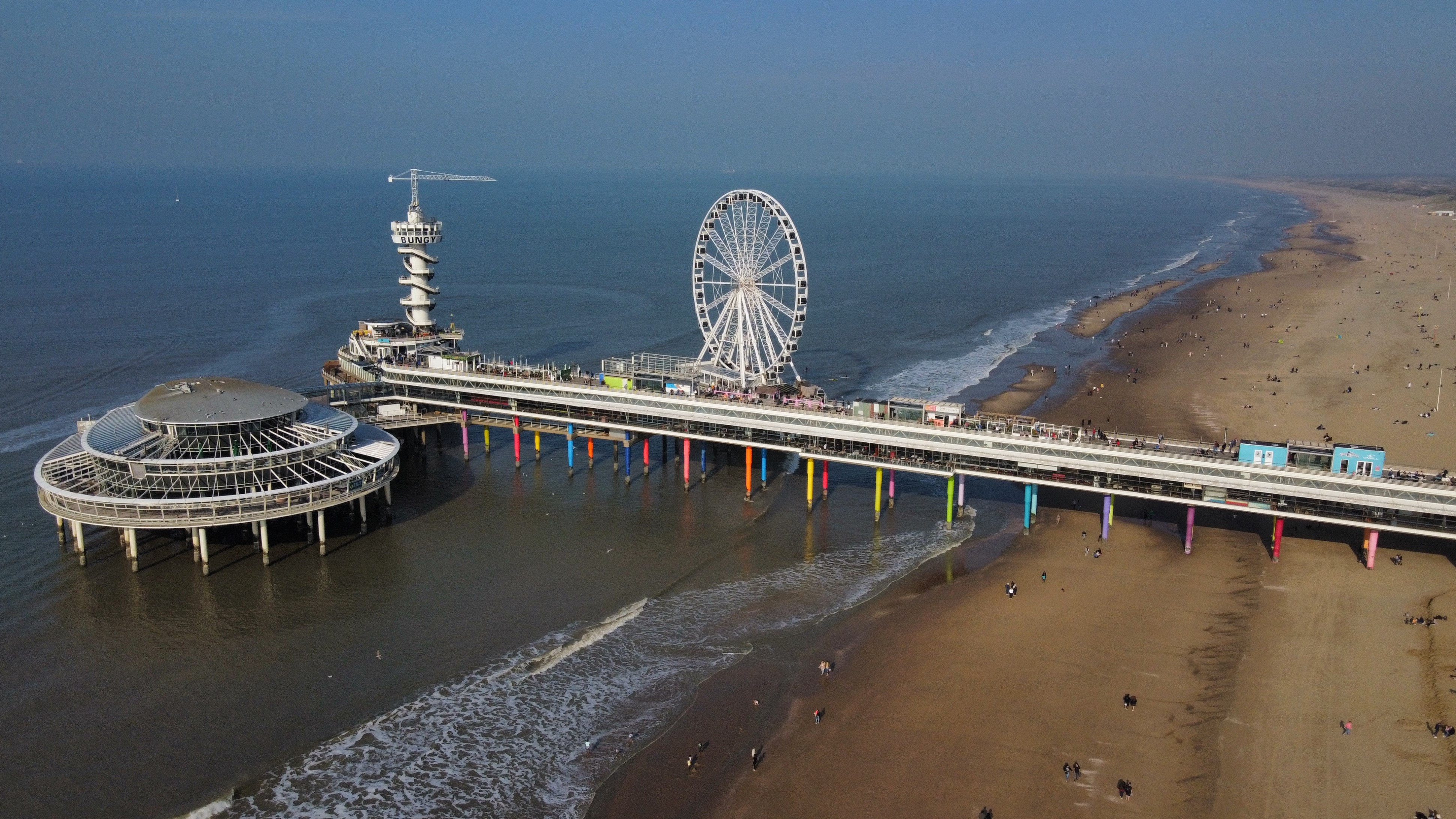
De Pier bij Scheveningen
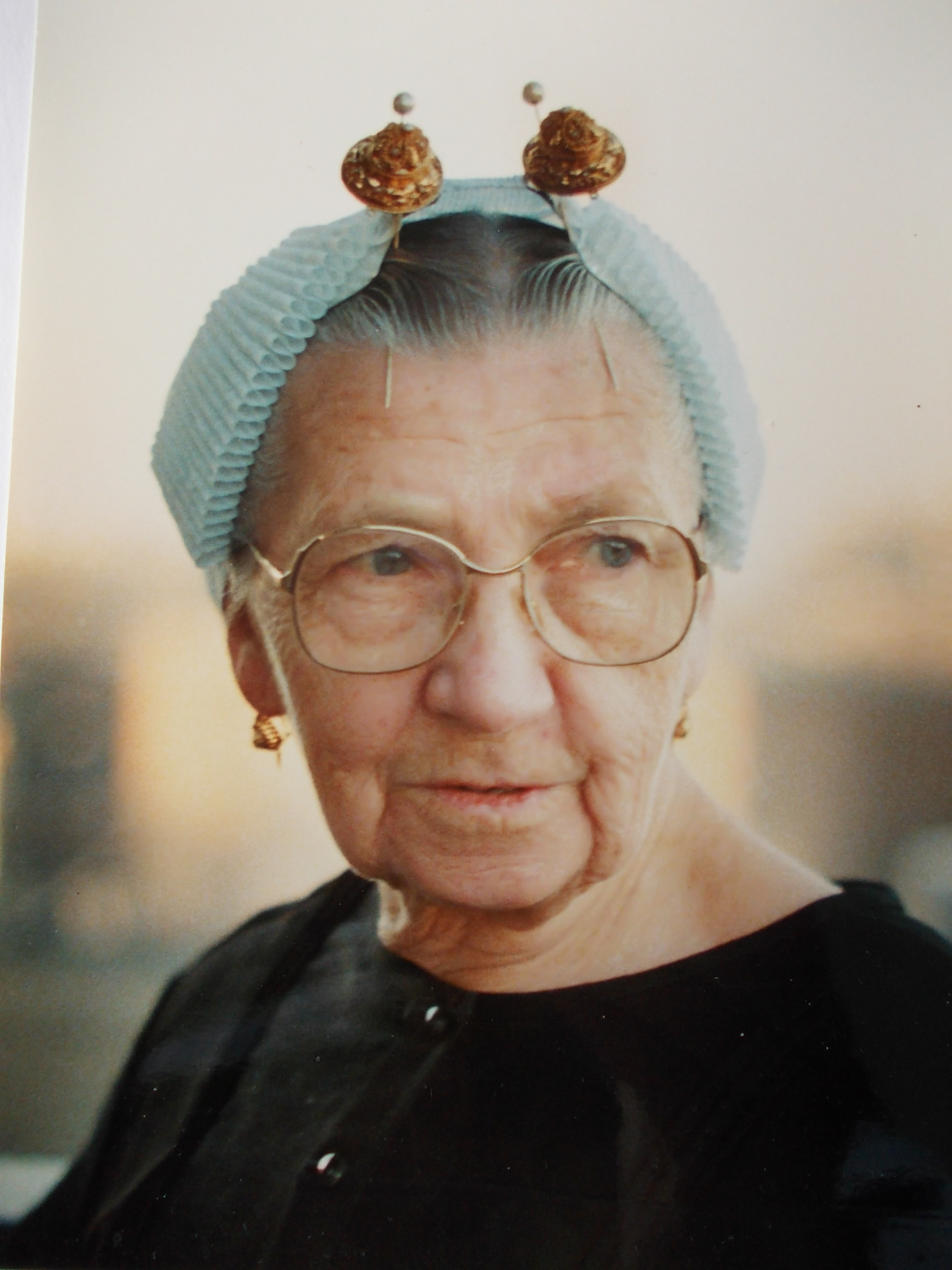
Jaapje Spaans-Taal in Scheveningse rouwdracht
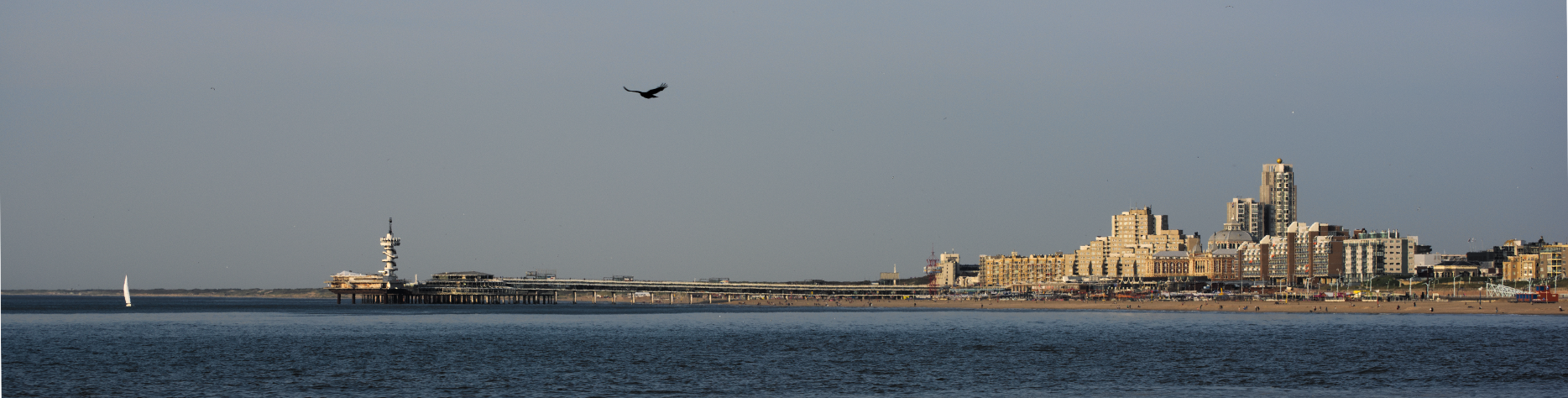
Scheveningse pier vanaf zuidelijk havenhoofd
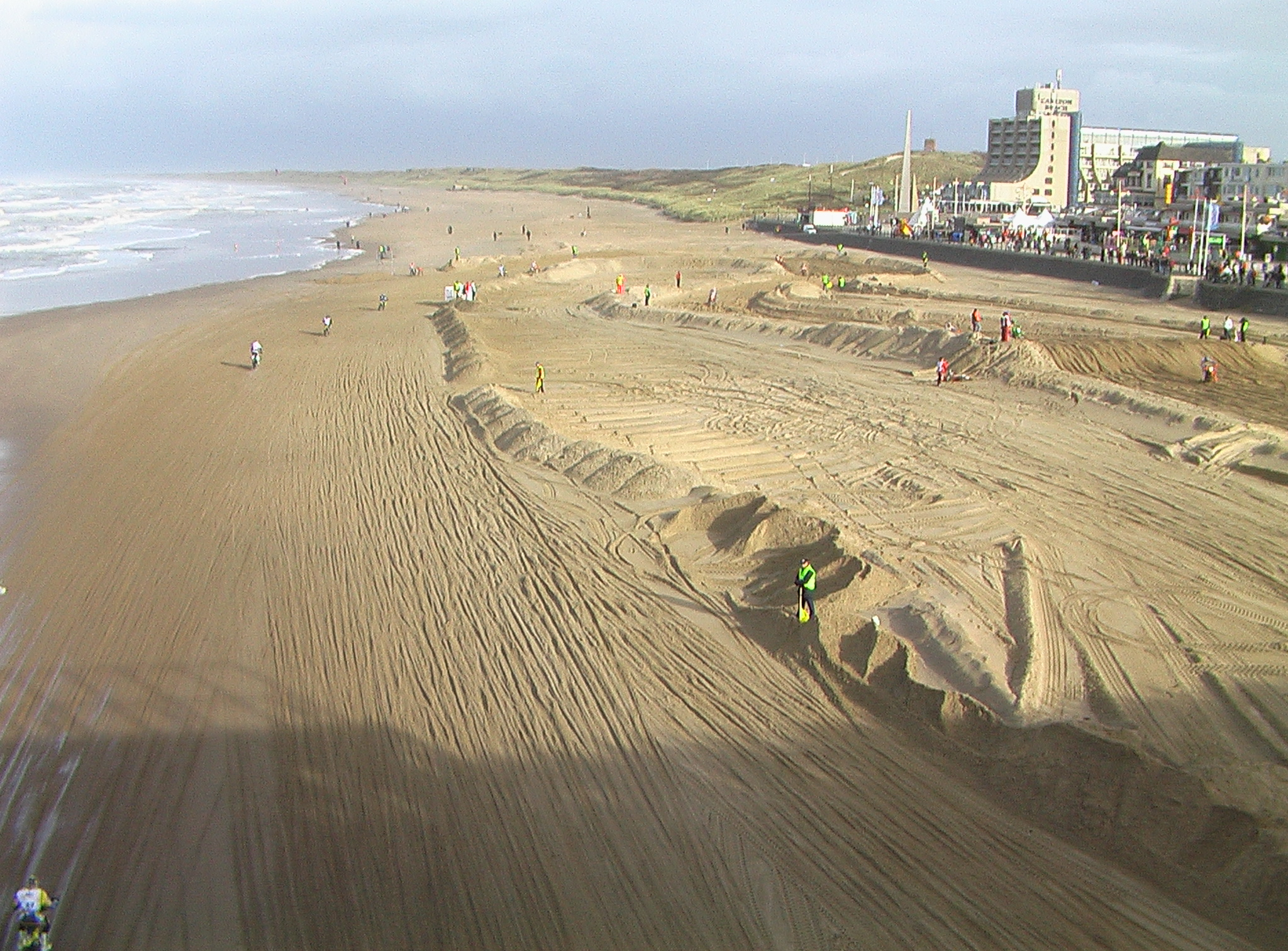
Strandrace
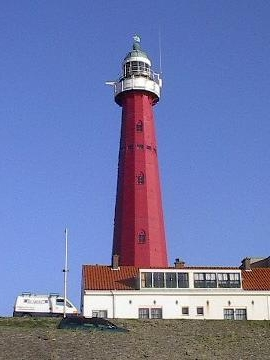
Vuurtoren van Scheveningen
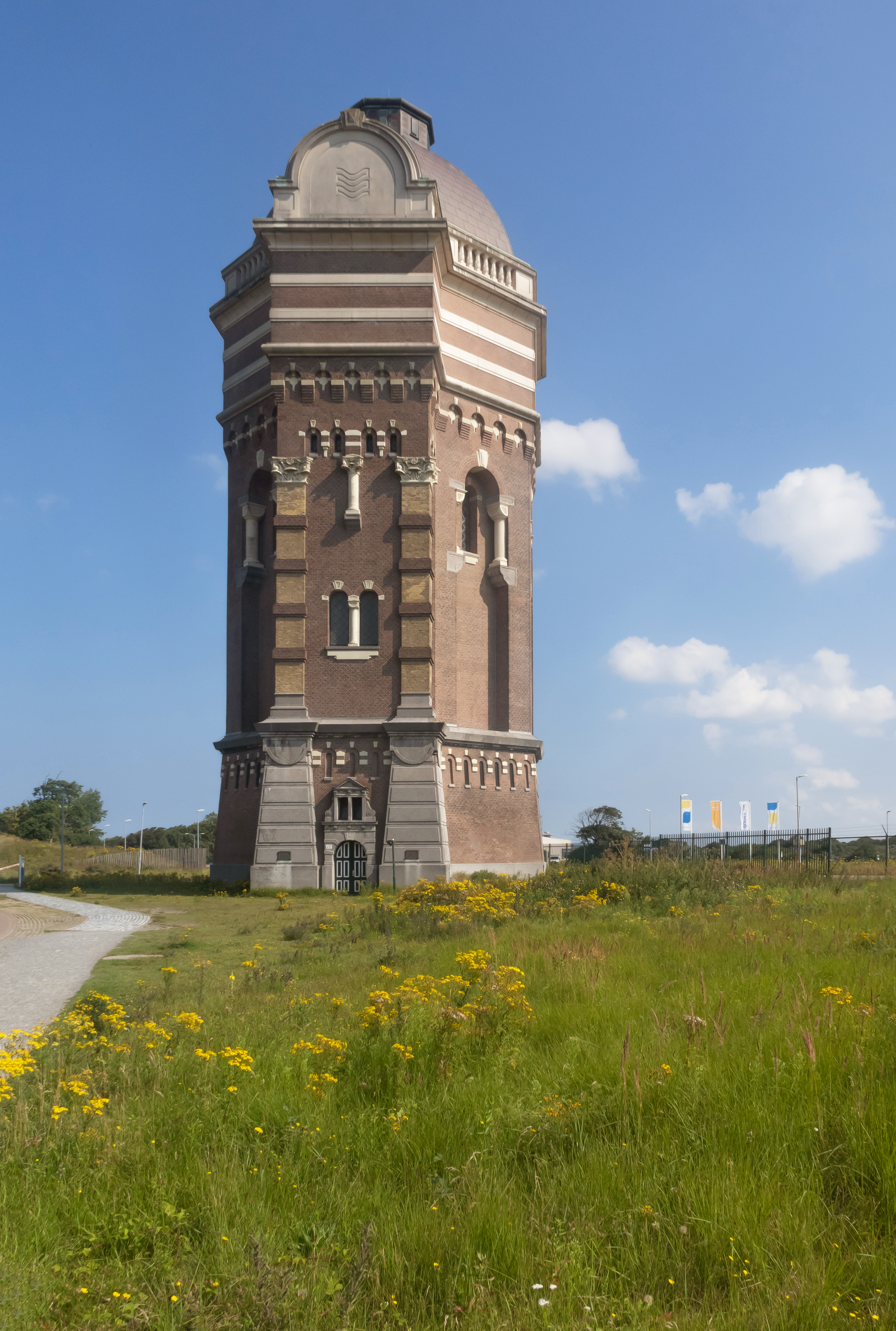
De watertoren
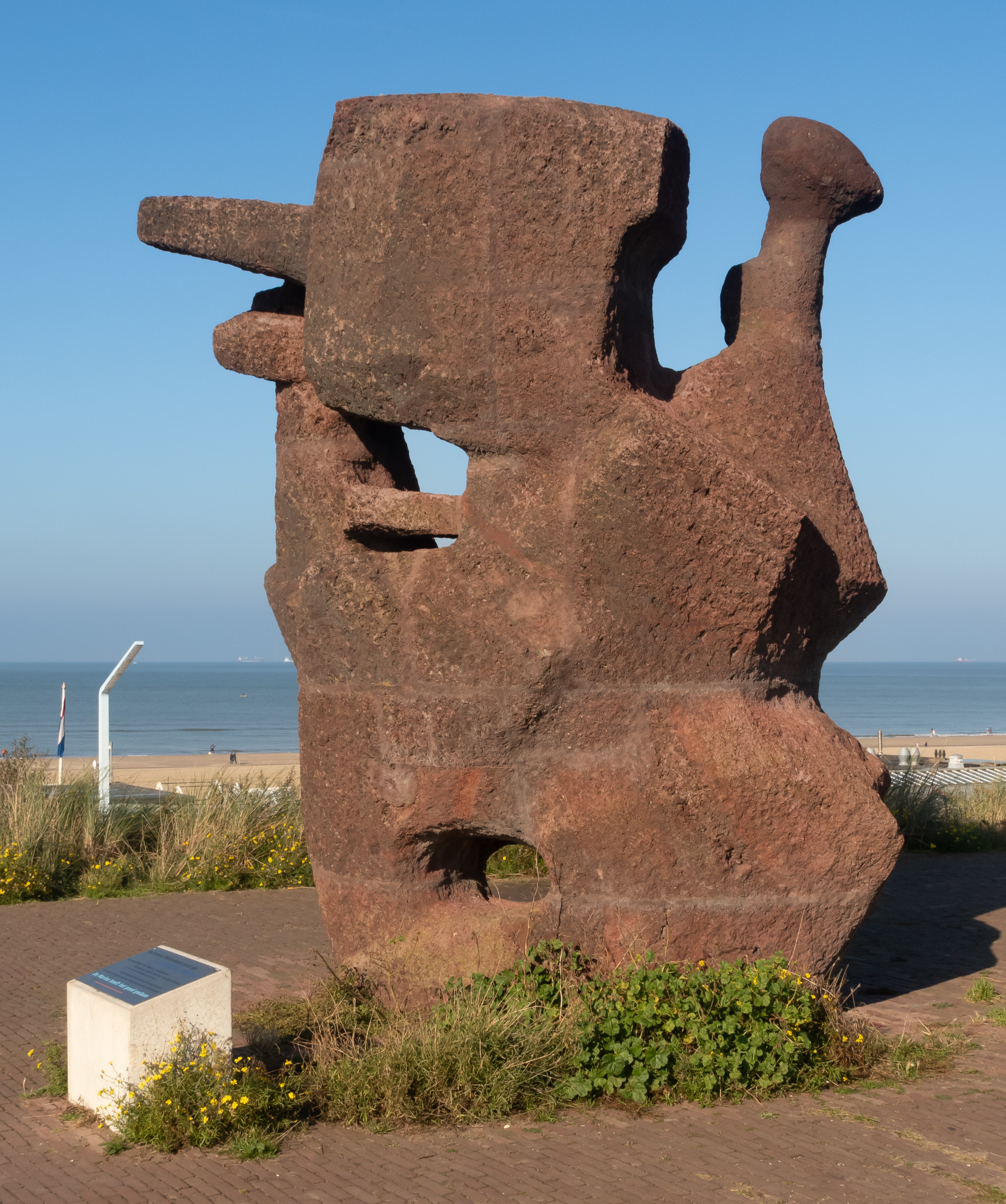
Nationale Monument voor de Koninklijke Marine